# Nuklearkatastrophe von Fukushima

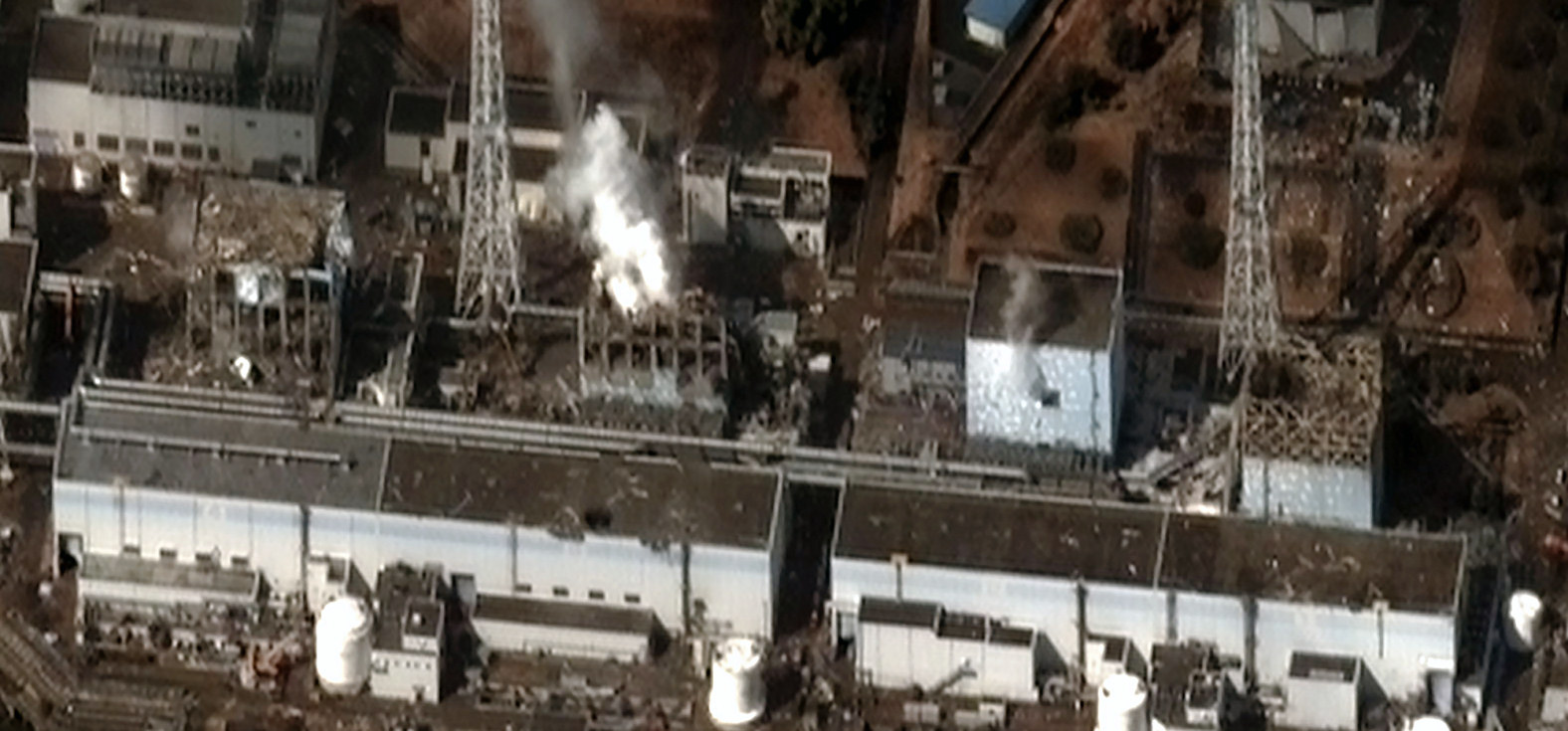
Satellitenfoto der Reaktorblöcke 1 bis 4 (von rechts nach links) am 16. März 2011 nach Flutwelle, Explosionen und Bränden

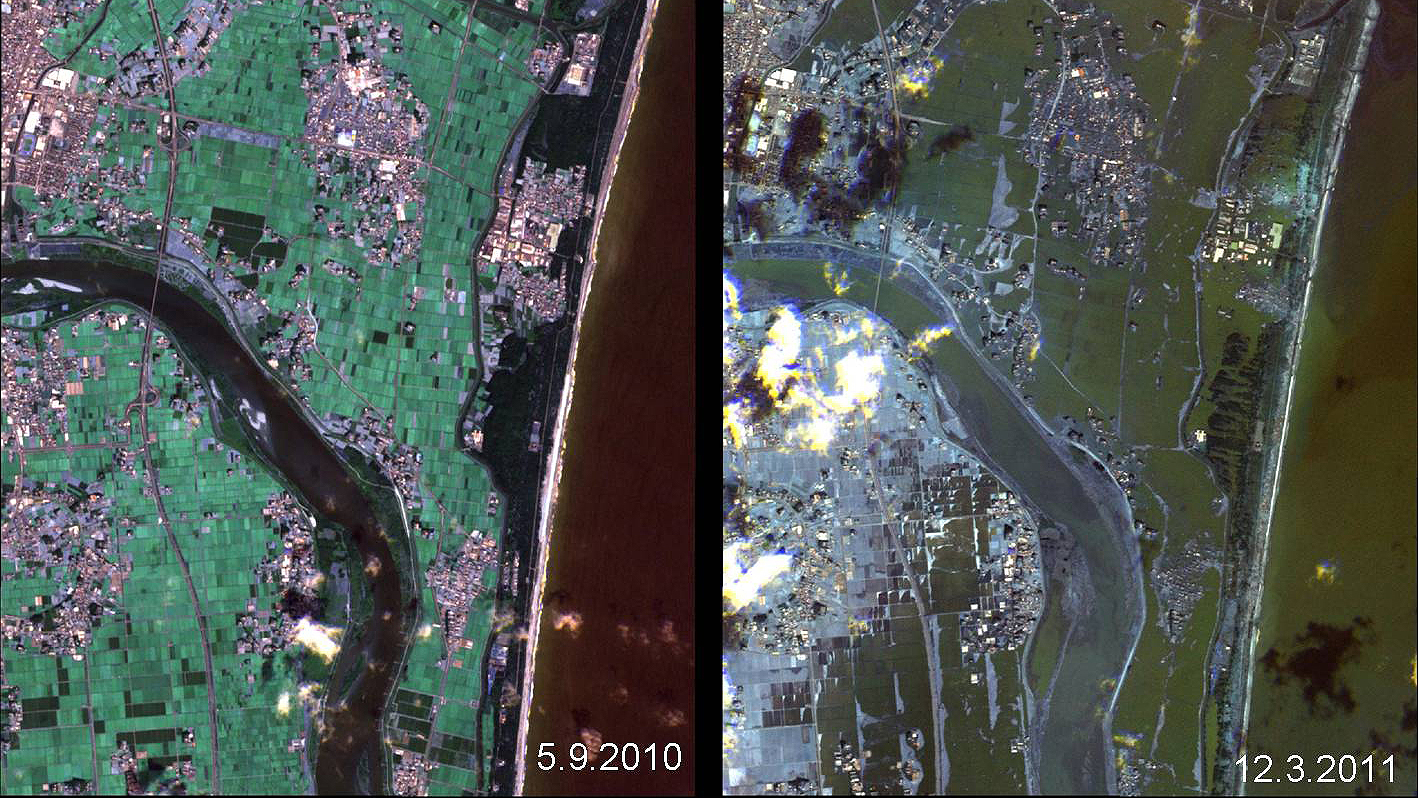
Deutsches Zentrum für Luft- und Raumfahrt (DLR): Vergleichende Satellitenfotos des Katastrophengebiets vor und nach dem Tsunami infolge des „Tōhoku-Erdbebens“: Ein Küstenausschnitt nahe Iwanuma südlich Sendai in der Präfektur Miyagi (nördlich angrenzend an die Präfektur Fukushima).

Als Nuklearkatastrophe von Fukushima werden eine Reihe zusammenhängender katastrophaler Unfälle und schwerer Störfälle im japanischen Kernkraftwerk Fukushima Daiichi (Fukushima I) und deren Auswirkungen bezeichnet.
Am 11. März 2011 um 14:46 Uhr Ortszeit ereignete sich das Tōhoku-Erdbeben, ein Seebeben, das einen Tsunami auslöste. Die hohen Wellen beschädigten auch das an der Küste errichtete Kernkraftwerk und es entstanden Folgeschäden, die gleichzeitig in vier von sechs Reaktorblöcken abliefen. Dabei kam es in Block 1, 2 und 3 zu Kernschmelzen. In deren Folge wurden große Mengen an radioaktivem Material freigesetzt – sie entsprachen bis rund einem Fünftel der radioaktiven Emissionen der Nuklearkatastrophe von Tschernobyl – und kontaminierten Luft, Böden, Wasser und Nahrungsmittel in der land- und meerseitigen Umgebung. Bis zu 150.000 Einwohner mussten infolgedessen das Gebiet vorübergehend oder dauerhaft verlassen. Durch die Evakuierungsmaßnahmen starben je nach Schätzung zwischen mehreren Hundert und über Tausend Menschen, wobei vor allem ältere Personen betroffen waren.
Die Weltgesundheitsorganisation (WHO) und der Wissenschaftliche Ausschuss der Vereinten Nationen zur Untersuchung der Auswirkungen atomarer Strahlung (UNSCEAR) schätzen die gesundheitliche Gefahr infolge von Strahlenbelastung für die Bevölkerung als gering ein. Ein höheres Risiko bestand für Arbeiter, die sich während oder nach dem Unfall auf dem Kraftwerksgelände aufhielten. Der Tod eines Arbeiters im Jahr 2018 durch Lungenkrebs wurde mit seiner Tätigkeit im Kernkraftwerk in Verbindung gebracht. Aufgrund einer Abschätzung der Gesamtradioaktivität der freigesetzten Stoffe ordnete die japanische Atomaufsichtsbehörde die Ereignisse auf der Internationalen Bewertungsskala für nukleare Ereignisse mit der Höchststufe 7 („katastrophaler Unfall“) ein.
Die von der Katastrophe verursachten Kosten betragen laut japanischer Regierung etwa 190 Milliarden Dollar, laut dem "Japan Center for Economic Research" 500 bis 600 Milliarden Dollar.
Vier von sechs Reaktorblöcken des Kraftwerks wurden durch die Unfälle zerstört. Die japanische Regierung beschloss im März 2011 die Aufgabe des Kraftwerkes.
Der Rückbau und die Entsorgungsarbeiten werden voraussichtlich 30 bis 40 Jahre lang dauern. Die Katastrophe führte in vielen Ländern zu einer größeren Skepsis oder einem Stimmungsumschwung zulasten der zivilen Nutzung der Kernenergie. Mehrere Länder nahmen Anpassungen an ihrer Kernenergiepolitik vor.

## Aufbau des Kraftwerks

Aufbau eines Reaktorgebäudes mit Mark-I-Sicherheitsbehälter

Das Kernkraftwerk Fukushima I besteht aus sechs Reaktorblöcken mit je einem Siedewasserreaktor. In jedem Reaktorgebäude befindet sich neben dem Kernreaktor unter anderem ein Abklingbecken zur Zwischenlagerung verbrauchter Brennelemente. Außerdem gibt es auf dem Kraftwerksgelände ein größeres, zentrales Abklingbecken und ein Brennelement-Trockenlager mit Spezialbehältern. An jedes Reaktorgebäude schließt sich ein weiteres Gebäude an, in dem sich die Turbinen und Generatoren zur Stromerzeugung sowie die Zu- und Abläufe für Kühlwasser aus dem Meer befinden.
Reaktoren und Abklingbecken müssen laufend gekühlt werden, auch in abgeschaltetem Zustand. In gebrauchten oder „abgebrannten“ Elementen zerfallen weiterhin Atome mit kurzer Halbwertszeit, die bei der Kernspaltung entstanden sind (Spaltprodukte). Dabei wird Wärme freigesetzt (Nachzerfallswärme), die die Brennelemente ohne ausreichende Kühlung zerstören würde. In jedem Reaktorblock gibt es daher mehrere Kühlkreisläufe, die zusätzlich redundant ausgelegt sind.

## Ablauf der Unfallserie im Kraftwerk

### Ausgangslage
Vor den Unfällen gab es Hinweise auf Risiken der verwendeten Reaktortypen und Konstruktionsmängel der Anlage in Fukushima Daiichi, mangelnden Schutz vor Erdbeben und Tsunamis sowie unzureichende Kontrolle und Wartung. Tepco und die japanischen Atomaufsichtsbehörden ignorierten die meisten dieser Hinweise.
Zum Zeitpunkt des Bebens waren die Reaktorblöcke 1, 2 und 3 in Betrieb. Reaktorblock 4 war seit dem 30. November 2010 wegen einer großen Revision außer Betrieb; die Brennelemente dieses Blocks lagerten daher zum Unfallzeitpunkt vollständig im zugehörigen Abklingbecken. Die Blöcke 5 und 6 waren am 3. Januar 2011 bzw. am 14. August 2010 heruntergefahren und im Rahmen der Wartung schon wieder mit Brennelementen bestückt worden. Im Gegensatz zu Block 1 und 2 befanden sich in Reaktor 3 seit August 2010 auch Mischoxid-Brennelemente, die eine Mischung aus Urandioxid und Plutoniumdioxid enthalten. Jedes der Brennelemente bestand aus 72 (Reaktor 3 abweichend 74) Brennstäben und enthielt 170 bis 173 Kilogramm Kernbrennstoff.

In den Reaktorkernen, Abklingbecken und Lagerbecken befand sich folgende Anzahl an Brennelementen und Masse an Kernbrennstoff:
| Lagerort                | Brennelemente  | Brennelemente  | Brennelemente    | Brennelemente    | Brennelemente   | Brennelemente   | Abklingbecken                 | Abklingbecken |
| Lagerort                | im Reaktorkern | im Reaktorkern | im Abklingbecken | im Abklingbecken | davon unbenutzt | davon unbenutzt | Geschätzte Wärmeleistung (kW) | Volumen (m³)  |
| Lagerort                | Anzahl         | Masse (t)      | Anzahl           | Masse (t)        | Anzahl          | Masse (t)       | Geschätzte Wärmeleistung (kW) | Volumen (m³)  |
| ----------------------- | -------------- | -------------- | ---------------- | ---------------- | --------------- | --------------- | ----------------------------- | ------------- |
| Block 1                 | 400            | 68             | 392              | 67               | 100             | 17              | 180                           | 1.020         |
| Block 2                 | 548            | 94             | 615              | 105              | 28              | 5               | 620                           | 1.425         |
| Block 3                 | 548            | 94             | 566              | 97               | 52              | 9               | 540                           | 1.425         |
| Block 4                 | 0              | 0              | 1.535            | 263              | 204             | 35              | 2.260                         | 1.425         |
| Block 5                 | 548            | 94             | 994              | 171              | 48              | 8               | 1.000                         | 1.425         |
| Block 6                 | 764            | 132            | 940              | 162              | 64              | 11              | 870                           | 1.497         |
| Zentrales Abklingbecken |                |                | 6.375            | 1.093            |                 |                 | 1.130                         | 3.828         |
| Summe                   | 2.808          | 480            | 11.417           | 1.958            | 496             | 85              | 6.600                         | 12.045        |

1. ↑  Die Tabelle gibt Schätzungen zum 9. November 2012 aus einem Bericht der japanischen Behörden an die IAEO wieder. Es gibt verschiedene abweichende, teils niedrigere und teils höhere Schätzungen. Die Wärmeleistung in den Abklingbecken von Block 1 bis 6 reduzierte sich innerhalb von drei Monaten um 10–30 Prozent.
2. ↑  davon 32 Mischoxid-Brennelemente
3. ↑  geschätzt auf Grundlage einer durchschnittlichen Brennstoffmasse von 0,1715 t je Brennelement

Die Gesamtmenge des in den Brennstäben enthaltenen radioaktiven Isotops 131I schätzte Tepco auf 81 · 1018 Becquerel bzw. 81 Millionen Terabecquerel.
Außerdem befanden sich im Abfalllager des Kraftwerks mindestens 10.000 Tonnen kontaminiertes Wasser.

### Unfallserie vom 11. bis zum 16. März 2011

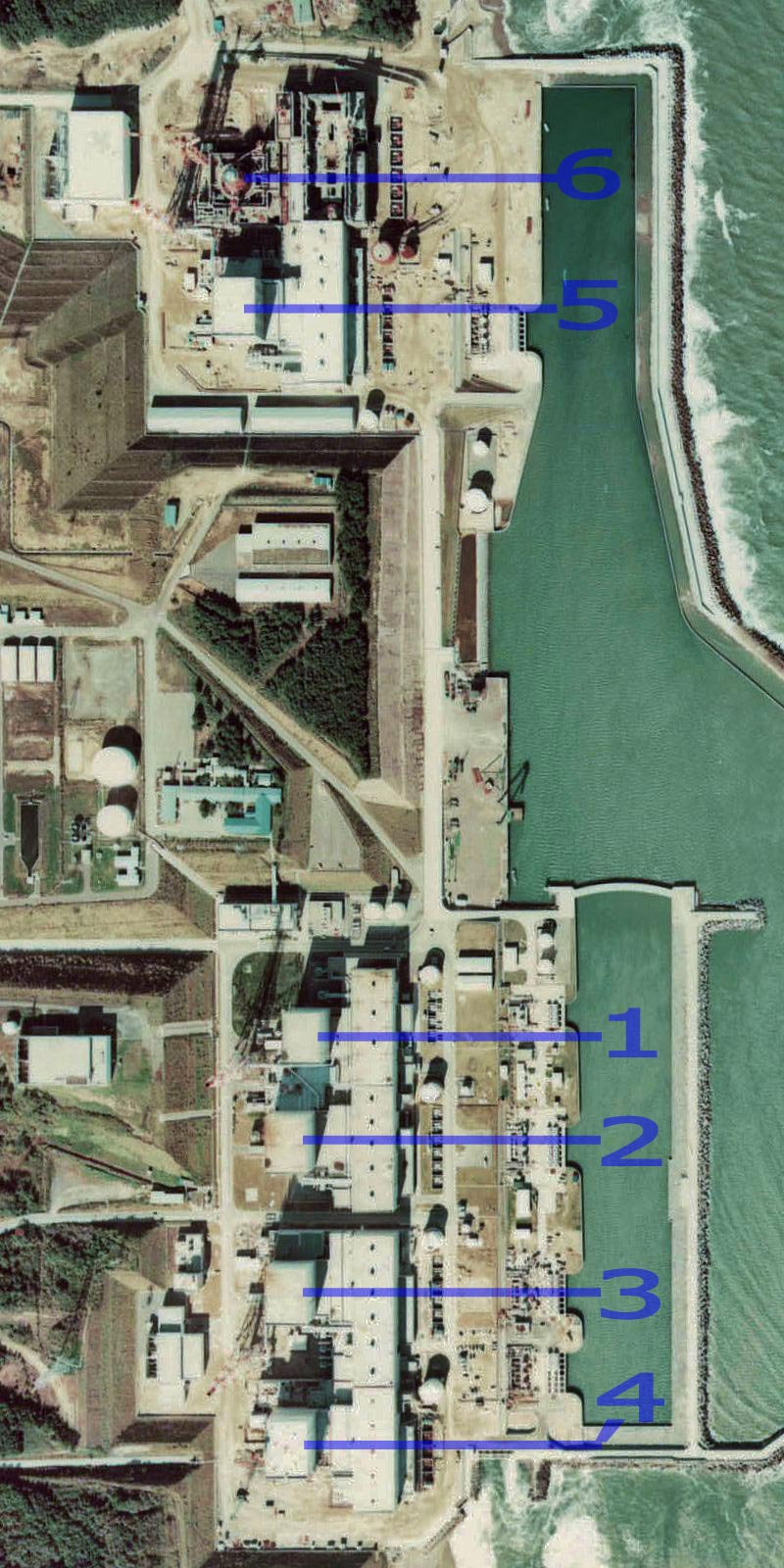
Luftbild des Kraftwerks von 1975; Reaktorblock 6 noch im Bau; basierend auf National Land Image Information (Color Aerial Photographs), MLIT

Am 11. März 2011 um 14:46:23 Uhr (Ortszeit) begann unter dem Meeresboden vor der Ostküste der japanischen Hauptinsel Honshū das Tōhoku-Erdbeben. Sein Epizentrum lag 163 Kilometer nordöstlich des Kraftwerks Fukushima I, sodass die Primärwellen (P-Wellen) des Bebens das Kraftwerksgelände nach 23 Sekunden erreicht hatten. Sie regten dort Seismometer an, die eine Schnellabschaltung der Reaktoren 1 bis 3 auslösten. Gleichzeitig fiel die externe Stromversorgung des Kraftwerks durch Erdbebenschäden an dessen Schaltanlagen aus, und zwölf von dreizehn Notstromdieselgeneratoren starteten (einer an Block 4 war gerade in Wartung).
Das Beben dauerte ungefähr zwei Minuten und erreichte eine Stärke von 9,1 Mw. Es erschütterte die Reaktorblöcke 2, 3 und 5 mit Horizontalbeschleunigungen von 0,52 bis 0,56 g, 15 bis 26 Prozent mehr als bei der Auslegung der Blöcke angenommen. Die vorgesehenen Belastungsgrenzen der übrigen Reaktoren wurden nicht erreicht; trotzdem gibt es Hinweise auf Erdbebenschäden in Block 1. In Block 3 wurde vermutlich ein Reserve-Notkühlsystem beschädigt.
Alle sechs Blöcke schalteten auf Notkühlung um.
Ab 15:35 Uhr trafen am Kraftwerk Tsunamiwellen mit einer Höhe von ungefähr 13 bis 15 Metern ein. Laut IAEO war Fukushima I nicht an das vorhandene Tsunami-Warnsystem angeschlossen, sodass das Bedienpersonal keine frühzeitige Warnung erhielt, während die NISA von einer Alarmierung unmittelbar nach dem Erdbeben spricht. Für den meerseitigen Teil des Geländes existierte nur eine 5,70 Meter hohe Schutzmauer; vorgeschrieben waren lediglich 3,12 Meter. Die 10 Meter über dem Meeresspiegel gelegenen Reaktorblöcke 1 bis 4 wurden bis zu 5 Meter tief überschwemmt; die drei Meter höher erbauten Blöcke 5 und 6 bis zu einem Meter. Die an der Küste positionierten Meerwasserpumpen wurden zerstört; Abwärme konnte nicht mehr an das Meerwasser abgegeben werden, das zudem in verschiedene Gebäude lief und dort fünf der zwölf laufenden Notstromaggregate und die meisten Stromverteilerschränke überschwemmte. Der Kraftwerksbetreiber Tepco berichtete, dass die Generatoren um 15:41 Uhr ausfielen. Ein Generator in Block 6 überstand den Tsunami, weil er in einem eigenen, höher gelegenen Gebäude untergebracht war.
400 Tepco-Mitarbeiter wurden für den Notfalleinsatz mobilisiert – laut IAEO viel zu wenige für eine Katastrophe dieses Ausmaßes. Fremdfirmen wie die Kraftwerkshersteller Toshiba und Hitachi zogen ihre Mitarbeiter ab. Gleichzeitige Unfälle in mehreren Blöcken waren im Notfallplan nicht vorgesehen. Angeschwemmte Trümmer, Wasserlachen, Straßenschäden und funktionsunfähige Tür- und Toröffner behinderten die weiteren Arbeiten. Die meisten Kommunikationseinrichtungen waren ausgefallen. Es gab nicht genug Dieselvorräte und die nahe gelegene, am Meer entlang laufende Straße war unterbrochen. Es bestand die ständige Gefahr von Nachbeben und weiteren Tsunamis.
Durch den Ausfall der Stromversorgung (Schwarzfall oder station blackout) war keine ausreichende Kühlung mehr gewährleistet, um die Nachzerfallswärme aus den Reaktorkernen und Abklingbecken abzuführen. Mit den vorhandenen Notstrombatterien war nur ein kurzzeitiger Betrieb der Notkühlsysteme möglich. Zusätzlich herangeschaffte Generatorfahrzeuge wurden wegen Verkehrsstaus, versperrter Zufahrtswege, überschwemmter Anschlusspunkte und zu kurzer Kabel zu spät aktiv, um die Unfallserie zu stoppen. Nur in den Blöcken 5 und 6 konnte die Stromversorgung durch den noch funktionsfähigen Generator rechtzeitig wiederhergestellt werden. In den Blöcken 1 bis 3 versuchten die Arbeiter mit wechselndem Erfolg, Autobatterien und tragbare Stromgeneratoren an einzelne Systeme anzuschließen.

Mangels Kühlung, teils bedingt durch weitere technische und organisatorische Probleme, kam es zur Überhitzung von Reaktoren und Abklingbecken, zur Freisetzung von Wasserstoff in die Reaktorgebäude und zu Kernschmelzen in den Reaktoren 1 bis 3 (siehe Abschnitt Kühlung der Abklingbecken). Durch gezielte Druckentlastungen der Reaktoren gelangten radioaktive Stoffe in die Umwelt und wurden von wechselnden Winden in verschiedene Himmelsrichtungen weiter verteilt.
Vom 12. bis zum 15. März 2011 ereigneten sich Explosionen – wahrscheinlich Wasserstoffexplosionen – in den Blöcken 1, 3 und 4, die die Reaktorgebäude teils schwer beschädigten und die Rettungsarbeiten zurückwarfen. Der amerikanische Nuklearingenieur Arnold Gundersen stellte die These auf, dass eine Wasserstoffexplosion in Block 3 zu einem Kritikalitätsstörfall der Brennstäbe im Abklingbecken führte. Dadurch trat in Block 3 eine nukleare Explosion auf, was die im Vergleich zu Block 1 viel größere Kraft und die senkrechte Richtung der Explosion erkläre. Bei den verschiedenen Explosionen wurde hochradioaktiver Schutt auf das Kraftwerksgelände geschleudert. In Block 2 wurde der Sicherheitsbehälter des Reaktors beschädigt, sodass extrem hoch kontaminiertes Wasser austrat (siehe auch Abschnitt Meerwasserkanäle); in Block 4 kam es zu mehreren Bränden. Vom 13. bis zum 15. März 2011 wurde auf dem Kraftwerksgelände mehrfach Neutronenstrahlung gemessen, was auf ein unkontrolliertes Wiedereinsetzen der Kernspaltung (Kritikalität) in einem der Reaktoren oder Abklingbecken hindeutete.
Die Werkfeuerwehr pumpte Wasser in die Reaktoren 1 bis 3, um diese notdürftig zu kühlen, zunächst aus vorhandenen Süßwasserreserven und dann aus Gruben, in denen sich Meerwasser angesammelt hatte. Die Erlaubnis zum Einleiten von Meerwasser – hierdurch werden die Reaktoren beschädigt – gab Premierminister Naoto Kan am 12. März 2011 um 19:55 Uhr.

Gemessene Strahlung am Rand des Kraftwerksgeländes vom 12. bis zum 17. März

Während der Druckentlastungen, Explosionen und Brände stieg die Strahlenbelastung auf dem Gelände stark an (siehe Grafik). Am 14. März 2011 erwog Tepco, das Kraftwerk aufzugeben und alle Mitarbeiter wegen der zu großen Strahlungsrisiken abzuziehen, erhielt aber keine Erlaubnis des Premierministers. Von der vorübergehenden Evakuierung am 15. März 2011 waren alle – bis auf rund 50 – in den Medien auch als „Fukushima 50“ bezeichnete – Tepco-Mitarbeiter sowie 130 weitere Arbeiter und Helfer von Fremdfirmen, Feuerwehr und Streitkräften betroffen. Einige Tage später stießen 140 Helfer der Tokioter Feuerwehr hinzu, die nach Aussage von Gouverneur Shintarō Ishihara von Wirtschaftsminister Banri Kaieda zu diesem Einsatz gezwungen wurden. Arbeiten in den Leitständen des Kraftwerks waren seit den Explosionen nur noch eingeschränkt möglich, weil die Mitarbeiter laufend einer hohen Strahlenbelastung ausgesetzt waren und seit dem Stromausfall nur noch eine unzureichende Notbeleuchtung existierte.

### Stabilisierungsmaßnahmen
Die Abklingbecken der Reaktorblöcke 3 und 4 sowie das zentrale Abklingbecken wurden ab dem 17., 20. bzw. 21. März 2011 provisorisch mit Wasserwerfern der japanischen Streitkräfte und der Feuerwehr gekühlt; später dienten dann Autobetonpumpen zur Kühlung in den Blöcken 1, 3 und 4. Auch die Feuerwehrpumpen für die Reaktorkühlung wurden durch leistungsfähigere Geräte ersetzt. Ausgehend von einer benachbarten Hochspannungsleitung wurden neue Stromleitungen zum Kraftwerk verlegt, um die elektrischen Systeme – soweit noch funktionsfähig – wieder ans Stromnetz anschließen zu können. Vor allem hoffte man darauf, auch die Kühlsysteme wieder in Betrieb nehmen zu können. Die Reaktorblöcke 5 und 6 erreichten am 20. März 2011 wieder einen stabilen Betriebszustand, nachdem ihre Notstromversorgung wiederhergestellt war. Am gleichen Tag wurden Block 1 und 2 wieder ans Stromnetz angeschlossen, bis zum 22. März 2011 auch alle übrigen Blöcke. Anschließend wurde die Beleuchtung in den Leitständen wiederhergestellt, aber die meisten anderen Systeme erwiesen sich als nicht mehr funktionsfähig oder standen unter Wasser.
Der Zustand der Reaktoren 1 und 3 war zu diesem Zeitpunkt nach wie vor instabil. In Block 3 kam es zu einem Druckanstieg und unerwarteter Rauchentwicklung; das Gelände wurde noch einmal kurzzeitig evakuiert. Bei Reaktor 1 machte die Kühlung Probleme, die auch im April 2011 weiter andauerten; mehrmals stieg die Aktivität des Reaktorkerns an. Aus den Blöcken 2 bis 4 stieg immer wieder Dampf oder Rauch auf, ab dem 25. März 2011 aus allen dreien (Stand: 15. April). Überdruck, Kernschmelzen und Meerwasser hatten die Druck- und Sicherheitsbehälter von Reaktor 1 bis 3 beschädigt, sodass laufend kontaminierter Dampf und Kühlwasser entwichen.

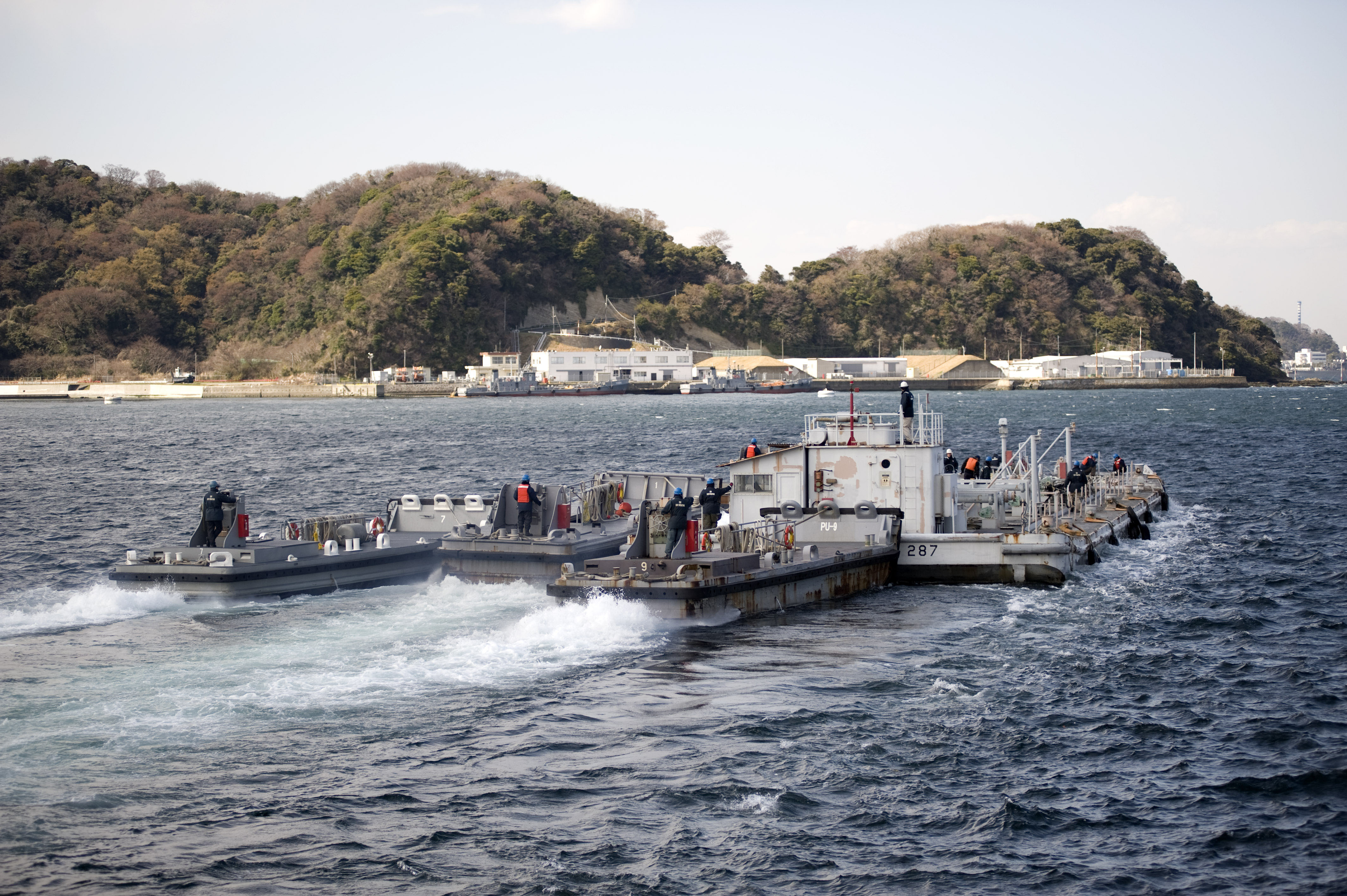
Amerikanischer Schleppkahn unterwegs von Yokosuka nach Fukushima I

Ab dem 25. März 2011 wurde die Kühlung aller Reaktoren und Abklingbecken schrittweise von Meer- auf Süßwasser umgestellt, vor allem um weitere Schäden durch Salzablagerungen zu vermeiden. In Reaktor 1 befanden sich inzwischen schätzungsweise 26 Tonnen Meersalz, in den größeren Reaktoren 2 und 3 jeweils 45 Tonnen. Das Süßwasser wurde zunächst von Schleppkähnen der United States Navy angeliefert, die von Schiffen der japanischen Streitkräfte gezogen oder geschoben wurden; später entnahm man es über eine Rohrleitung aus einem zehn Kilometer entfernten Stausee.
Ende März 2011 belief sich laut Schätzungen des Institut de Radioprotection et de Sûreté Nucléaire die Wärmeleistung der Brennelemente in Reaktor 1 auf 2,5 Megawatt und in den Reaktoren 2 und 3 auf 4,2 Megawatt. Diese Leistung würde ausreichen, um 95 bzw. 160 Tonnen Wasser pro Tag verdampfen zu lassen, und benötigte eine andauernde Kühlung mit rund 150 bis 200 Tonnen Wasser pro Reaktor und Tag (siehe hierzu Abschnitt Mengen an eingespeistem Kühlwasser). Wegen der stark beschädigten Brennelemente in den Reaktorkernen wurde und wird dieses Wasser hoch radioaktiv kontaminiert. Teile davon verdampfen und sind je nach Wetterlage als weiße Dampfschwaden über den Reaktorblöcken zu sehen. Der Rest verblieb zunächst auf dem Kraftwerksgelände.
Bis zum 4. April 2011 sammelten sich auf diese Weise etwa 60.000 Tonnen radioaktives Wasser im Untergeschoss der Turbinengebäude, in daran anschließenden und in Richtung Meer verlaufenden Schächten und Wartungstunneln und auf weiteren Flächen an. Der Boden des Geländes wurde so sehr mit radioaktivem Wasser durchtränkt, dass es bis in die Gebäude der einen Kilometer entfernten Reaktorblöcke 5 und 6 drang. Diese Massen an radioaktivem Abwasser wurden zunehmend zum Problem. Sie verhinderten Arbeiten an elektrischen Systemen, die unter Wasser standen, gefährdeten die Arbeiter und gelangten auf verschiedenen Wegen ins Meer (→ siehe Kontamination von Meerwasser durch die Nuklearunfälle von Fukushima).

## Umgang mit den Unfallfolgen

### Erste Sicherungsmaßnahmen
Schon früh wurden verschiedene Maßnahmen diskutiert, um die radioaktiven Emissionen einzudämmen und Abfälle zu entsorgen. Dazu gehörten der Bau eines „Sarkophags“ wie in Tschernobyl, das Abdecken der Reaktorblöcke mit einem Spezialgewebe, das Besprühen des Geländes mit Kunstharz und die Aufbereitung von radioaktivem Abwasser mit dem russischen Spezialschiff Landisch (japanisch Suzuran).
Die erste tatsächlich umgesetzte Maßnahme war das Binden radioaktiver Stäube mit Kunstharz. Es begann am 6. April 2011 auf kleinen Probeflächen und wurde später auf eine Fläche von einem halben Quadratkilometer ausgeweitet, einem Siebtel des Kraftwerksgeländes. Auch die Gebäude wurden eingesprüht.
Um Platz für die Lagerung des kontaminierten Abwassers zu schaffen, pumpte Tepco vom 4. bis zum 10. April 2011 rund 10.000 Tonnen kontaminiertes Wasser aus dem Abfalllager (ca. 30.000 Tonnen Gesamtkapazität) mit einer Radioaktivität von 150 Milliarden Becquerel (0,15 TBq) ins Meer. Es gab Proteste japanischer Fischer und der Anrainerstaaten Südkorea, Russland und China. Anschließend wurde damit begonnen, Wasser aus den Kellern und Tunneln der Turbinengebäude ins Abfalllager und später auch in separate Tanks zu pumpen, wobei man nur langsam vorankam. Tepco beauftragte den französischen Nukleartechnikkonzern Areva mit dem Bau einer Anlage, die 1.200 Tonnen Abwasser pro Tag direkt vor Ort dekontaminieren kann.
Die Firma Toshiba, die mehrere der Reaktorblöcke von Fukushima Daiichi gebaut hatte und auch an den Entsorgungsarbeiten nach dem Unfall von Three Mile Island beteiligt gewesen war, unterbreitete Tepco ein Angebot für Sicherungsarbeiten am Kraftwerk. Innerhalb von 10 Jahren wolle Toshiba alle Brennstäbe vom Kraftwerksgelände entfernen, verschiedene Anlagen abbrechen und die Kontamination des Bodens verringern.
Die radioaktiven Abfälle, die durch die Explosionen von Block 1 und 3 auf dem Kraftwerksgelände verteilt worden waren, räumte Tepco ab dem 10. April 2011 mit unbemannten Spezialfahrzeugen ab – mehrere dutzend Kubikmeter Schutt pro Tag. Diese Arbeiten sollten bis Sommer 2012 andauern.
Im November 2011 wurde der HAL (Roboteranzug) ausgewählt, um Aufräumarbeiten auf dem Terrain der Nuklearkatastrophe von Fukushima vorzunehmen. Während der „Japan Robot Week exhibition“ (Deutsch: „Messe Japanische Roboterwoche“) in Tokyo im Oktober 2012 wurde eine überarbeitete Version von HAL vorgestellt, die speziell für die Aufräumarbeiten in Fukushima entwickelt worden war.
Weitere Maßnahmen dienten zur Eindämmung des Abwasseraustritts ins Meer. Neben dem Abdichten von Schächten und Rohren mit Wasserglas (siehe Abschnitt Umgang mit kontaminiertem Wasser) ließ Tepco eine Stahlwand am Wassereinlass von Reaktorblock 2 bauen und an verschiedenen Stellen Schlammwälle („silt curtains“) aufschütten. Zusätzlich wurden schwimmende Barrieren eingesetzt, um radioaktive Schwebstoffe zurückzuhalten, und Sandsäcke am Südpier des Kraftwerks aufgeschichtet. An den Austrittsstellen deponierte Säcke mit Zeolithen sollten Radionuklide im Wasser binden. Die Maßnahmen waren erfolgreich: Die Emissionen ins Meer gingen bis Ende April 2011 auf einen Bruchteil zurück. Die Messwerte am nördlichen und südlichen Rand des Kraftwerksgeländes (siehe hierzu auch Abschnitt zur Strahlungsbelastung am Kraftwerk) zeigten jetzt nur noch leichte Grenzwertüberschreitungen.
Zum provisorischen Schutz des Kraftwerks vor möglichen weiteren Tsunamis wurde ein zwölf Meter hoher Damm aus Gabionen errichtet.

### Situationsbestimmungen

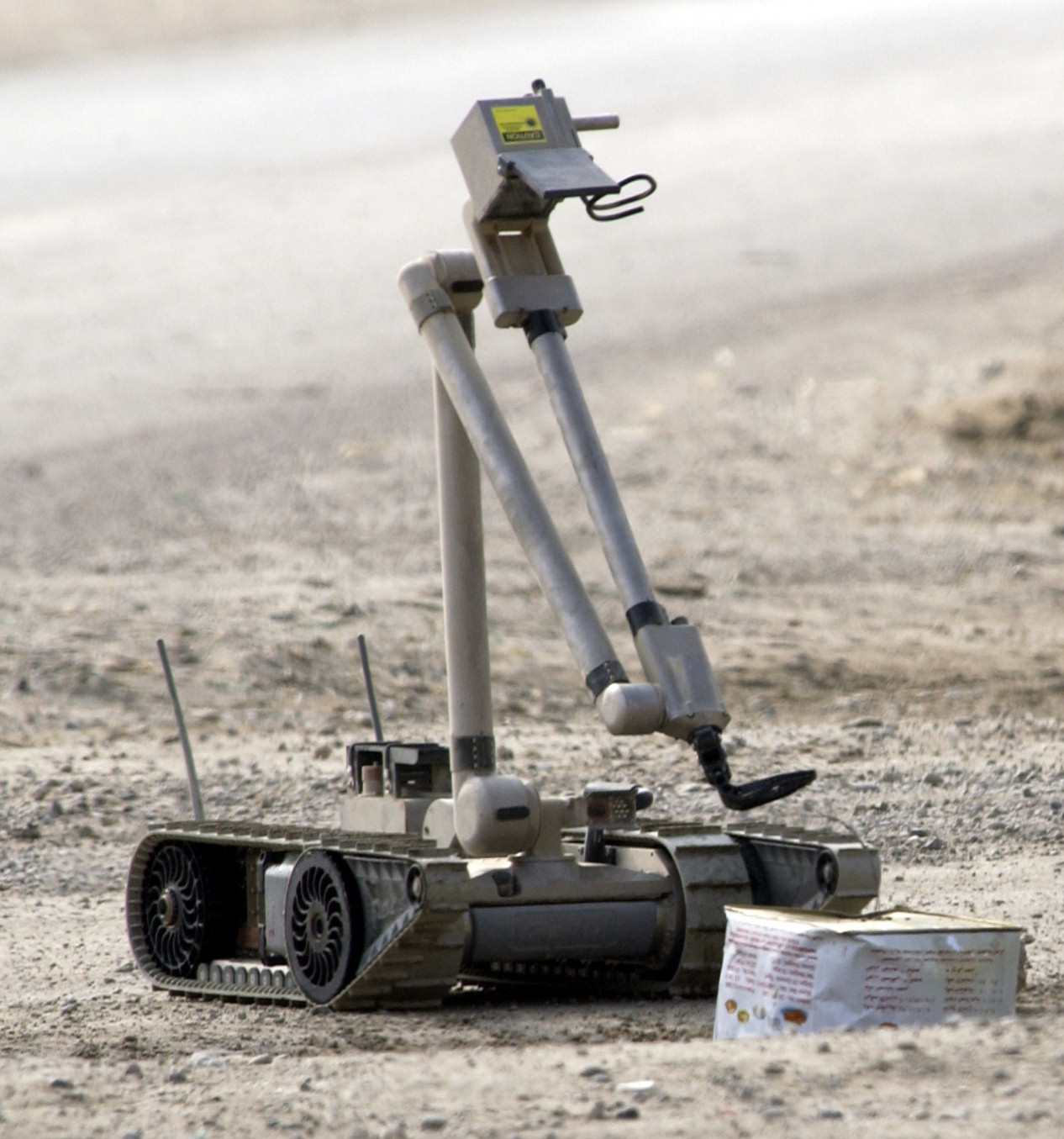
PackBot, hier bei der Entschärfung eines Sprengsatzes im Irak

Der Mai 2011 brachte Klärungen zum Ablauf der Unfallserie und zum Zustand des Kraftwerks. Zunächst wurde das Innere der Reaktorgebäude erkundet. Wegen der hohen Strahlung in den Gebäuden übernahmen diese Aufgabe PackBot-Roboter, die das Idaho National Laboratory für diesen Zweck umgerüstet hatte. Die etwa einen Meter hohen Geräte waren wegen im Weg liegender Explosionstrümmer nur begrenzt einsetzbar, lieferten aber wertvolle Informationen über die Strahlenbelastungen in verschiedenen Gebäudeteilen. Die Messwerte in Block 1 reichten von etwa 10 bis 1000 Millisievert pro Stunde. Später kamen verschiedene weitere Robotermodelle und ferngesteuerte Spezialgeräte zum Einsatz, auch auf dem weiteren Kraftwerksgelände.
Als Nächstes wurde die Luft in den Gebäuden dekontaminiert, sodass Arbeiter mit entsprechender Schutzausrüstung dort (in Teilbereichen) tätig werden konnten. Die neu gewonnenen Informationen lieferten zusammen mit Datenaufzeichnungen aus den Leitständen und zusätzlichen computergestützten Analysen ein Bild vom Zustand der Reaktoren 1 bis 3. In allen dreien waren die Kernbrennstäbe größtenteils geschmolzen („melt-down“), und die Schmelze hatte den Druckbehälter beschädigt. Auch die Sicherheitsbehälter waren undicht, was die NISA – die bereits am 18. April eine Kernschmelze in allen drei Reaktoren bestätigt hatte – mit einem Austreten von Teilen der Schmelze in die Sicherheitsbehälter („melt-through“) erklärte. Durch die undichten Behälter leckte das Kühlwasser aus den Reaktoren. Anfang 2017 wurde ein Loch von einem Quadratmeter Größe im Wartungsgitter unter dem Druckbehälter von Reaktor 2 festgestellt, vermutlich von heißem Material der Brennelemente durchgeschmolzen. Ob der Sicherheitscontainer auch beschädigt ist, konnte noch nicht geklärt werden.
Das gesamte Datenmaterial mit Aufzeichnungen der Reaktorparameter und Tätigkeitsprotokollen der Mitarbeiter wurde auf Betreiben der NISA am 16. Mai im Internet veröffentlicht. Später veröffentlichte die NISA auch sämtliche Meldungen des Kraftwerksbetreibers an die Behörde.
Ursprüngliche Planungen, mit geschlossenen Wasserkreisläufen schnell die Kühlung der Reaktoren zu stabilisieren und die Freisetzung radioaktiver Stoffe in den Griff zu bekommen, waren durch die Reaktorschäden hinfällig. Dadurch verschärfte sich auch die Abwasserproblematik. Mit Provisorien wie dem Zubetonieren von Schächten und Tunneln und dem Zwischenlagern von kontaminiertem Wasser in diversen Gebäuden, die eigentlich nicht dazu gedacht und teilweise undicht waren, rettete Tepco sich – mit Genehmigung der NISA – über die Zeit.
Währenddessen gab es immer wieder technische Probleme und Störfälle, zum Beispiel einen kritischen Temperaturanstieg in Reaktor 3, einen Ausfall der Kühlung in Block 5 und einen Stromausfall in Block 1 und 2.
Die Zahl der Personen auf dem Kraftwerksgelände erhöhte sich stetig. Nachdem sie Anfang Mai 2011 die 1000 überschritten hatte, waren es Mitte Juni 2011 bereits 2500.

### Mittelfristige Stabilisierung

Reaktor-Kühlwassermengen, im Juni 2011 so weit wie möglich reduziert

Als dauerhaftere Lösung des Abwasserproblems ging im Juni 2011 die neue Dekontaminationsanlage in Betrieb, mit vier Aufbereitungsstufen:
- Ölabscheider
- mehrstufiger Caesiumfilter mit Zeolithen
- Nachbau eines chemisch-physikalischen Dekontaminationssystems der Wiederaufarbeitungsanlage La Hague
- osmotische Entsalzung

Die Anlage senkt die Radioaktivität des Wassers auf ein 100.000stel und produziert dabei hoch radioaktiven Schlamm, der bis zur Entscheidung über eine Endlagerung auf dem Kraftwerksgelände verbleibt. Das dekontaminierte Wasser wird teils in neu errichteten Tanks gelagert und teils als Kühlwasser für die Reaktoren wiederverwendet.
| Woche ab   | Tonnen | Anlagen- auslastung |
| ---------- | ------ | ------------------- |
| 29. Juni   | 6380   | 76 %                |
| 06. Juli   | 6130   | 73 %                |
| 13. Juli   | 4510   | 54 %                |
| 20. Juli   | 4870   | 58 %                |
| 27. Juli   | 6190   | 74 %                |
| 03. August | 6720   | 80 %                |
| 10. August | 7420   | 88 %                |

Die Gesamtmenge des bereits angesammelten Abwassers schätzte Tepco Anfang Juni 2011 auf etwa 100.000 Tonnen, mit einer Radioaktivität von 720.000 Terabecquerel – ungefähr so viel, wie während der „heißen Phase“ der Unfälle in die Luft freigesetzt wurde. Der Zufluss an neuem Abwasser lag zu diesem Zeitpunkt bei mehreren hundert Tonnen pro Tag. Die Dekontaminierungskosten wurden mit umgerechnet 1800 Euro pro Tonne veranschlagt.
Statt geplanter 50 Tonnen Durchfluss pro Stunde erreichte die Anlage zunächst nur etwa 25 bis 35 Tonnen. Regelmäßig kam es zu Pannen und Betriebsunterbrechungen.
Eine zweite, zuverlässigere Zeolith-Filteranlage übernahm die Dekontamination des Wassers, das sich in dem abgeschotteten Bereich vor dem Kraftwerk angesammelt hatte.
Die Sicherheitsbehälter der Reaktoren 1 bis 3 wurden mit Stickstoff gefüllt, um möglichen Knallgasexplosionen vorzubeugen. Die Abklingbecken erhielten neue, geschlossene Kühlkreisläufe. Dadurch konnten die Wassertemperaturen gesenkt und korrosive Meersalzreste ausgefiltert werden. Die Betonpumpen gingen außer Betrieb.
Der Abwasserstand in den verschiedenen Gebäuden blieb über Monate hinweg nahezu unverändert: Zufluss durch Kühlwasser und Regen und Abfluss durch Aufbereitung und Lagerung in neuen Tanks hielten sich die Waage. Ein Überlaufen konnte verhindert werden.
Um die Verarbeitungskapazität zu erhöhen, wurde die (erste) Dekontaminierungsanlage im August 2011 um ein zusätzliches, von Toshiba gebautes Zeolith-Filtersystem erweitert. Damit gelang es in den nachfolgenden Monaten, die Wasserstände allmählich zu senken. Bis Mitte Oktober wurden insgesamt rund 130.000 Tonnen Wasser verarbeitet. Während des Betriebs traten weitere Pannen, Leckagen und Stillstandszeiten auf, bis hin zu einem Austritt von „mindestens 45“ Tonnen mit hoch radioaktivem Strontium kontaminierten Wasser (175 Mio. Becquerel pro Liter) im Dezember. Bis zu 150 Liter davon liefen ins Meer.
Seit Oktober 2011 liegt die Temperatur aller Reaktoren unter 100 °C. Dieser Zustand ist stabil, solange die Kühlwasserversorgung nicht für mehr als 18 Stunden unterbrochen wird. Japans neuer Premierminister Yoshihiko Noda erklärte am 16. Dezember 2011, das Kraftwerk sei – wie geplant – stabil heruntergefahren (cold shutdown, Kaltabschaltung). Die NISA hatte zuvor bestätigt, dass die Kühlung durch redundante Systeme sichergestellt sei, obwohl Tepco bei den provisorischen Kühlsystemen ein zehnfach höheres Ausfallrisiko als im Normalzustand sieht. Kritiker bezweifeln, dass man bei unklarem Zustand des Reaktorkerns von einer Kaltabschaltung sprechen kann. Seit Dezember 2013 führt die IAEO alle sechs Reaktoren des Kraftwerks als „dauerhaft abgeschaltet“.

### Rückbau
Von 2011 bis 2013 wurden Brennelemente aus den Lagerbecken der Reaktorblöcke 3 und 4 geborgen. Strukturelle Verbesserungen und Einhausungen wurden errichtet, um die Sicherheit zu erhöhen und radioaktive Lecks zu verhindern. Die Bergung der Brennelemente erfolgte mithilfe spezieller Maschinen, wobei die Block 4-Brennelemente bis 2014 und die Block 3-Brennelemente bis 2021 erfolgreich geborgen wurden. Die Bergung der Brennelemente aus den Blöcken 1 und 2 soll bis 2031 abgeschlossen sein. Die schwierigste Phase des Rückbauprozesses ist jedoch die Entfernung des Coriums aus den Blöcken 1, 2 und 3. Die genaue Verteilung dieser geschmolzenen Masse im Reaktorgebäude ist schwer zu bestimmen. Unter anderem wurden Simulationen und Myonentomographie genutzt, um Informationen über die Lage des Coriums zu erhalten. Ferngesteuerte Roboter und Endoskope wurden verwendet, um Aufnahmen und Daten aus den Reaktorblöcken zu sammeln. Aufgrund von neuen Erkenntnissen und Verzögerungen durch hohe Strahlungswerte und die COVID-19-Pandemie, wurde die Bergung des Kernbrennstoffs neu bewertet. Die Rückbauarbeiten werden noch einige Jahrzehnte dauern, mit möglichen Abschluss im Jahr 2051. Es wird auch erwogen, Teile der Reaktorgebäude zu beseitigen und unterirdische Teile zurückzulassen.

### Umgang mit kontaminiertem Wasser
Durch das Einpumpen von Wasser wurden die Kernschmelzen gestoppt, doch radioaktive Stoffe gelangten in das Wasser. Um den kontaminierten Wasseraustritt ins Grundwasser und in den Pazifik sowie den Grundwasserzutritt zu den Reaktorgebäuden zu verringern, ergriff Tepco verschiedene Maßnahmen. Diese beinhalteten den Bau von Barrieren im Hafenbecken, eine wasserundurchlässige Barriere an der Kaimauer sowie die Errichtung eines „Eiswalls“ – einer rund 1.500 Meter langen und mehrere Meter tiefen gefrorenen Erdreichbarriere um die Reaktorblöcke. Die Errichtung dieses „Eiswalls“ war äußerst aufwändig und erfolgte durch Bohrungen von Mitte 2014 bis Anfang 2016 in einem Abstand von rund einem Meter. Dabei wurden Gefrierrohre installiert, durch die eine auf −30 °C abgekühlte Salzlauge geleitet wurde. Der Eiswall soll so konstruiert sein, dass er auch einem Erdbeben standhält. Zudem wurden bestehende und neue Drainagepumpen eingesetzt, um den Grundwasserzutritt zu reduzieren. Diese Maßnahmen sowie die Verringerung der Wassereinspeisung in die Reaktoren führten dazu, dass die täglich anfallende Menge an kontaminiertem Wasser laut Tepco von etwa 450-500 Tonnen auf etwa 150 Tonnen reduziert wurde.
Im April 2021 genehmigte das Kabinett Suga, die im Kernkraftwerk Fukushima Daiichi gelagerten 1,34 Millionen Tonnen Wasser in den kommenden Jahren in den Pazifik abzulassen. Das Wasser, das sowohl durch die Kühlung der beschädigten Reaktorkerne als auch durch unkontrollierten Grundwasserzutritt entsteht, enthält verschiedene Radionuklide in unterschiedlichen Konzentrationen. Es wurden fünf Optionen für den langfristigen Umgang mit dem kontaminierten Wasser diskutiert: Verpressung im Untergrund, kontrollierte Freisetzung ins Meer, kontrolliertes Verdampfen, Wasserstofffreisetzung und Verfestigung mit untertägiger Endlagerung. Die Einleitung ins Meer wurde schließlich als praktikabelste Methode angesehen, begann im August 2023 und soll über 30 Jahre andauern. Die Risiken für die Meeresumwelt werden als gering betrachtet, da die Radionuklidkonzentrationen durch filtrierende Verfahren bis auf kaum mehr nachweisbare Werte aus dem Wasser entfernt werden. Die Beseitigung von Tritium ist auf diese Weise nicht möglich, jedoch wird das Wasser vor dem Einleiten in den Ozean verdünnt, bis die Tritiumkonzentration im Abwasser rund siebenmal niedriger ist, als der von der Weltgesundheitsorganisation empfohlene Grenzwert für Trinkwasser. Die Verklappung von verdünntem tritiumhaltigem Abwasser in Flüsse, Meere oder Seen ist bei Kernkraftwerken weltweit üblich und hat keine nennenswerten Auswirkungen auf die Umwelt.

## Einschätzung der Gesundheitsrisiken
Eine 2015 veröffentlichte Übersichtsarbeit trug Schätzungen bezüglich der Morbidität und Mortalität aus sechs Publikationen zusammen. Die Schätzungen basieren alle auf dem LNT-Modell. Forscher der Universität Stanford (Ten Hoeve & Jacobson, 2012) schätzten die weltweiten Gesundheitsfolgen auf 130 (15-1100 als unterer und oberer Unsicherheitswert) krebsbedingte Todesfälle und 180 (24-1800) krebsbedingte Erkrankungen, 90 % davon in Japan. Darüber hinaus seien bis zu 600 Todesfälle infolge der Evakuierung aufgetreten (siehe auch Abschnitt „Evakuierung“). Evangeliou et al. (2014) schätzten die Zahl der Krebserkrankungen auf 230-850 und die Zahl der krebsbedingten Todesfälle auf 120-650. Zusammen mit 610 durch Belastungen von Arbeitern und Zwangsevakuierungen verursachten Fällen ergäben sich so insgesamt 730-1260 Tote. Aliyu et al. (2015) fassen die vorliegenden Studien zusammen, ohne auf ein definiertes Ergebnis zu kommen.
Laut dem UNSCEAR-Bericht von 2013 wurden bis zu diesem Zeitpunkt keine strahlungsbedingten Todesfälle oder akuten Erkrankungen beobachtet. Die von der Bevölkerung erhaltenen Strahlendosen waren generell gering bis sehr gering, und ein Anstieg von strahlenbedingten Erkrankungen sei nicht erwartbar. Für zwölf Arbeiter, die sehr hoher Strahlung (Schilddrüsendosen von 2 bis 12 Gy) ausgesetzt waren, sei ein erhöhtes Risiko von Schilddrüsenkrebs und -störungen erwartbar. Für 160 weitere Arbeiter, die Dosen über 100 mSv erhielten, sei ein erhöhtes Krebsrisiko erwartbar, wenngleich eine Feststellung aufgrund statistischer Fluktuationen sehr schwierig sei. 2011 begann eine großangelegte Untersuchung der lokalen Bevölkerung (Fukushima Health Management Survey), die über 30 Jahre die über 2 Mio. Menschen, die zum Zeitpunkt des Unfalls in der Fukushima Präfektur lebten, abdeckt. Dazu zählen Schilddrüsenuntersuchungen von 360.000 Kindern (bis 18 Jahre). Die erste Runde der Untersuchungen fand eine erhöhte Rate von Knötchen, Zysten und Krebsfällen, was jedoch aufgrund der verwendeten Messmethode erwartet wurde. Die Anwendung der Messmethode in anderen Gebieten, die nicht von dem Unfall betroffen waren, resultierte ebenfalls einer größeren Zahl von Befunden, was darauf hinweist, dass ein möglicher Anstieg in der Fukushima Präfektur nicht mit radioaktiver Strahlung in Zusammenhang steht. UNSCEAR veröffentlichte 2015 ein White Paper, in dem sie die in der Zeit seit dem Bericht von 2013 erschienenen 80 Studien auswerteten. Demnach ändere keine dieser Studien die zentralen Schlussfolgerungen des Berichts von 2013.
Die Weltgesundheitsorganisation (WHO) veröffentlichte 2013 eine Studie zur Einschätzung der Gesundheitsrisiken durch den Unfall. Der Studie zufolge seien außerhalb der am stärksten betroffenen Gebiete keine erhöhten Krebsraten zu erwarten. Deterministische Strahlenschäden seien nicht zu erwarten, da die Strahlendosen in der Präfektur Fukushima weit unterhalb kritischer Werte lagen. Auch seien die Strahlendosen zu gering, um Schwangerschaften negativ zu beeinflussen. In den zwei am stärksten betroffenen Orten in der Präfektur wurden – unter der Annahme, dass die Betroffenen sich ausschließlich von vor Ort produzierten Lebensmitteln (einschließlich die Grenzwerte überschreitender Lebensmittel) ernährten und eine Umsiedlung erst nach 4 Monaten erfolgte – Dosen von 12 bis 25 mSv geschätzt. In dem am stärksten betroffenen Ort ergeben pessimistische Schätzungen unter Zugrundelegung des LNT-Modells einen Anstieg des relativen Risikos, an Krebs zu erkranken, wie folgt:
- +07 % Leukämie: im ersten Lebensjahr belastete Männer
- +06 % Brustkrebs: im ersten Lebensjahr belastete Frauen
- +04 % Solide Tumoren: im ersten Lebensjahr belastete Frauen
- +70 % Schilddrüsenkrebs: im ersten Lebensjahr belastete Frauen (da das Basisrisiko, an Schilddrüsenkrebs zu erkranken, bei 0,75 % liegt, ergibt sich für diese Population ein absoluter Risikoanstieg von einem halben Prozentpunkt)

In dem am zweitstärksten betroffenen Ort halbieren sich diese Risiken. Für im Kindes- oder Erwachsenenalter belastete Menschen ergeben sich außerdem niedrigere Risiken. In schwächer betroffenen Orten in der Präfektur sinken die Risiken auf ein Viertel oder ein Drittel der Risiken am stärksten betroffenen Ort. Abgesehen von Krebserkrankungen könnten sich auch andere Schilddrüsenstörungen für Rettungsarbeiter ergeben, die eine größere Menge radioaktiven Jods eingeatmet haben.
Zudem erhöhte sich bei den Evakuierten die Zahl der psychischen Störungen erheblich. Untersuchungen ergaben, dass unter Evakuierten die Zahl der psychischen Erkrankungen auf 15 % anstieg, zudem berichteten 70 % der Evakuierten über Schlafstörungen. Diese Werte waren damit gegenüber dem japanischen Durchschnitt (3 % psychische Erkrankungen, 15 % Schlafstörungen) ca. um den Faktor 5 erhöht. Zudem nahmen unter den Evakuierten auch Übergewicht und Diabetes-Raten deutlich zu. Unter evakuierten Senioren stiegen die Todesraten in den ersten drei Monaten nach der Evakuierung auf das Dreifache gegenüber dem Wert vor der Katastrophe an; später fielen sie auf das 1,5-Fache.

### Mitarbeiter im Kraftwerk
Zwischen März 2011 und November 2015 waren fast 46.000 Personen auf dem Anlagengelände im Einsatz, darunter über 4.600 Mitarbeiter von Tepco und mehr als 41.000 externe Arbeitskräfte. Die Anzahl des Personals schwankte monatlich zwischen 4.000 und 12.000 Personen, wobei etwa die Hälfte täglich arbeitete. Nach November 2013 erhöhte sich besonders die Anzahl der externen Arbeitskräfte. Neben dem Anlagengelände waren auch japanische „Self-Defense Forces“ im Umkreis von bis zu 30 km sowie lokale Feuerwehren im Umkreis von bis zu 20 km im Katastrophenschutz im Einsatz. S. 52
Grenzwerte für die effektive Dosis wurden mehrmals angepasst. Nach dem Unfall wurde der Grenzwert von 100 mSv auf 250 mSv für Notfallmaßnahmen erhöht. Nach der Kaltabschaltung im Dezember 2011 wurde er generell auf 100 mSv gesenkt, außer für spezifische Arbeiten. Neue Mitarbeiter ab November 2011 hatten einen Grenzwert von 100 mSv. Spezialisten erhielten bis April 2012 einen Grenzwert von 250 mSv. Allgemeiner jährlicher Grenzwert für strahlenexponiertes Personal war 50 mSv pro Jahr, mit einem 5-Jahres-Grenzwert von 100 mSv. Ab April 2016 wurde der Grenzwert für Notfallmaßnahmen dauerhaft auf 250 mSv angehoben. Mit diesem Wert blieb das Ministerium unterhalb der von der ICRP im Jahr 1990 empfohlenen maximal zulässigen Dosis von 500 mSv sowie auch unterhalb des Dosisbereichs von 500 mSv bis 1.000 mSv, wie er in der ICRP-Empfehlung von 2007 angegeben ist. S. 53

#### Strahlungsbelastungen
Eine Mitarbeiterin, die nach dem Unglück 11 Tage lang im Kraftwerk arbeitete, erhielt eine Strahlendosis von rund 18 mSv. Der Grenzwert für Frauen lag bei 5 mSv pro drei Monate und wurde aufgrund möglicher Schwangerschaften nicht angehoben.

Am 24. März ignorierten drei Arbeiter, die Stromleitungen im Untergeschoss des Turbinengebäudes von Reaktorblock 3 verlegten, den Alarm ihrer Dosimeter, und erhielten Strahlenbelastungen von 170 bis 180 Millisievert. Obwohl Tepco bekannt war, dass es an ähnlicher Stelle in Block 1 hoch radioaktives Wasser gab, waren die Arbeiter nicht gewarnt worden. Zwei von ihnen trugen keine Schutzstiefel – die Arbeitsvorschriften des zuständigen Fremdunternehmens sahen dies nicht vor – und erhielten lokale Strahlendosen an ihren Füßen von 2 bis 3 Sievert. Eine Untersuchung ergab, dass keine medizinische Behandlung notwendig war; eine Nachuntersuchung am 11. April durch das japanische Nationale Institut für Radiologische Wissenschaften war ohne Befund.
Vom 11. bis zum 31. März waren nach Tepco-Angaben 80 eigene und 19 Mitarbeiter von Fremdfirmen Strahlungen und Kontaminationen mit einer Entsprechung von über 100 mSv ausgesetzt, davon 14 zwischen 150 und 200 mSv, 4 zwischen 200 und 250 mSv und 6 über 250 mSv. Diese Zahlen sind unvollständig, weil in den ersten drei Tagen nach dem Stromausfall die Dosimeterablesung nicht funktionierte und weil es zeitweise an Dosimetern mangelte. Die durchschnittliche äußere Belastung von mehreren tausend getesteten Arbeitern gab Tepco mit 13,7 mSv an; für die innere Belastung errechnet sich ein Durchschnitt von 8,9 mSv. Diese innere Belastung versteht sich als langfristige Strahlendosis aus den vom Körper aufgenommenen Radionukliden. Ein erheblicher Teil davon fiel wegen der hohen 131I-Belastung im März kurzfristig an.
Bei zwei der hoch belasteten Arbeiter wurden 131I-Aktivitäten in der Schilddrüse von 7690 beziehungsweise 9760 Becquerel festgestellt. Die daraus entstandenen internen Strahlungsbelastungen lagen bei 540 beziehungsweise 590 mSv, die Gesamtdosen bei 643 bzw. 678 mSv. Beide waren während der ersten drei Unfalltage im gemeinsamen Leitstand von Block 3 und 4 tätig gewesen und hatten keine Jodtabletten genommen.
Seit April traten laut Tepco keine Belastungen über 100 mSv mehr auf und seit August keine Belastungen über 50 mSv (Stand: Oktober 2011).
2018 wurde vom japanischen Ministerium für Gesundheit, Arbeit und Soziales erstmals ein Todesopfer als Folge von Strahlungseinwirkung anerkannt. Ein ehemaliger Mitarbeiter, der von März bis Dezember 2011 am Unglücksreaktor arbeitete und für Strahlenmessungen verantwortlich war, entwickelte Lungenkrebs.

#### Nicht-nukleare Unfälle
Durch das Erdbeben wurden laut NISA fünf Mitarbeiter leicht verletzt. Ein weiterer brach sich beide Beine und einer erlitt einen Herzinfarkt. Zwei Personen wurden nach dem Beben vermisst und drei Wochen später im Keller eines Turbinenhauses tot aufgefunden.
Die Explosion des Reaktorgebäudes 1 am 12. März und der dabei entstandene Rauch verletzten laut NISA vier Personen leicht. Ein weiterer Mitarbeiter erlitt an diesem Tag einen Schlaganfall.
Durch die Explosion in Reaktorblock 3 am übernächsten Tag wurden nach NISA-Angaben elf Personen leicht verletzt, darunter vier Mitglieder der Streitkräfte.
In der nachfolgenden Zeit meldete die NISA verschiedene, überwiegend kleinere Verletzungen und Erkrankungen, die mit Arzt- oder Krankenhausbesuchen verbunden waren: Mehreren Arbeitern wurde unter den Atemschutzmasken unwohl, einer stolperte daher und verletzte sich am Knie, einer erlitt eine Augenverletzung durch austretendes Kühlwasser an einer Betonpumpe und ein anderer verletzte sich beim Fall von einer Leiter.
Am 14. Mai wurde ein 60-jähriger Arbeiter beim Tragen von Material im Abfallentsorgungsgebäude bewusstlos und verstarb. Eine radioaktive Kontamination lag nicht vor.

### Personen außerhalb des Kraftwerks
Nach einem Bericht der Mainichi Daily News wurden während der Evakuierung am 12. März 90 bettlägerige, komatöse oder anderweitig unselbstständige Patienten im Futaba-Krankenhaus in Ōkuma zurückgelassen. Die Hälfte davon – überwiegend ältere Menschen – verstarb vor, während oder nach der verspäteten Evakuierung ab dem 15. März. Laut einer Dokumentation der japanischen Rundfunkgesellschaft NHK starben insgesamt 50 bettlägerige Patienten des Krankenhauses.
Die Medien berichteten über Suizide, die in Zusammenhang mit der Evakuierung oder den wirtschaftlichen Folgen der Katastrophe stehen sollen.
Spätfolgen durch Strahlung
Bei Aufnahme zusätzlicher Strahlungsdosen erhöht sich das statistische Risiko einer Krebserkrankung. Wissenschaftler gingen in ersten Schätzungen langfristig von ca. 100 bis 1000 zusätzlichen Krebsfällen infolge der Nuklearunfälle aus. Dies entspricht einem um 0,01 bis 0,1 Prozent erhöhten Krebsrisiko in den kontaminierten Gebieten. Diese Zahlen könnten zu gering sein, um sie statistisch nachzuweisen.
In der Präfektur Fukushima wurden seit dem Unfall bis März 2015 total 103 Fälle von Schilddrüsenkrebs bei Kindern registriert. Diese Krebsart gilt als spezifisch für Kernkraft-Unfälle, weil das in der Akutphase freigesetzte radioaktive Iod-131 sich vor allem in der bei Kindern noch kleinen Schilddrüse akkumuliert und sie so schädigt. Jedoch konnte ein Zusammenhang zwischen individueller Strahlenbelastung und einem erhöhten Risiko, an Schilddrüsenkrebs zu erkranken, nicht festgestellt werden. Der Anstieg der festgestellten Fälle wird daher auf verbesserte Untersuchungsmethoden (Screening-Effekt) zurückgeführt. Allerdings wird auch diese Sichtweise bestritten.

## Kontaminationen
Bei der Nuklearkatastrophe kam es zu massiven Freisetzungen von radioaktivem Material in die Atmosphäre und ins Meer aufgrund von Druckentlastungen, Behelfskühlung und Überhitzung der Reaktoren. Die radioaktive Kontamination betraf die Umgebung und führte zur Evakuierung von hochbelasteten Gebieten. Landwirtschaftliche Produkte wurden kontaminiert, was Verkaufsverbote und Gesundheitswarnungen zur Folge hatte. Auch das Leitungswasser war betroffen. Die Europäische Union rief einen radiologischen Notstand aus und passte Grenzwerte für kontaminierte Lebensmittel an. Die Meerwasserkontamination war erheblich und führte zur Einstellung des Fischfangs. Die radioaktive Freisetzung dauerte in geringerem Ausmaß an, was langfristige Auswirkungen auf Landwirtschaft und Umwelt hatte. Tepco, der Betreiber des Kraftwerks, stellte Lecks von hochbelastetem Wasser fest, das ins Meer floss.

## Einstufungen auf der INES-Skala
Die siebenstufige Internationale Bewertungsskala für nukleare Ereignisse (INES) dient dazu, die Öffentlichkeit über die sicherheitstechnische Bedeutung kerntechnischer Ereignisse zu informieren.
Die japanische Atomaufsichtsbehörde (NISA) ordnete die Vorfälle in Reaktorblock 1 am 12. März zunächst auf Stufe 4 („Unfall“) ein. Am 18. März erhöhte sie die Einstufung für Block 1 auf Stufe 5 („ernster Unfall“), wählte für Block 2 und 3 ebenfalls Stufe 5 und ordnete die Vorfälle in Block 4 vorläufig als Stufe 3 („ernster Störfall“) ein.
Das US-amerikanische Institute for Science and International Security (ISIS) ordnete die Unfallabläufe bereits am 15. März auf Stufe 6 („schwerer Unfall“) ein. Der von der Umweltschutzorganisation Greenpeace beauftragte Physiker Helmut Hirsch kam eine Woche später aufgrund erster, grober Abschätzungen der radioaktiven Emissionen durch das Institut de Radioprotection et de Sûreté Nucléaire (IRSN) und die Zentralanstalt für Meteorologie und Geodynamik (ZAMG) zu einer Einordnung in die Höchststufe 7 („katastrophaler Unfall“), so hoch wie die Nuklearkatastrophe von Tschernobyl.
Am 12. April 2011 veröffentlichte die NISA eine eigene Abschätzung der Gesamtmenge an freigesetztem radioaktivem Material, die ungefähr bei einem Zehntel der Freisetzung von Tschernobyl lag. Anhand dieser Schätzung stufte sie die Unfälle in den Reaktorblöcken 1 bis 3 nun vorläufig („temporarily“) als Stufe 7 ein. Später korrigierte sie ihre Schätzung der Emissionen mehrmals, ohne Auswirkungen auf die INES-Einstufung (→ Übersicht Emissionsschätzungen).
Die NISA bewertete die Vorgänge in den einzelnen Reaktorblöcken nach den Kriterien des INES-Benutzerhandbuchs von 2008 wie folgt:
| Kriterium                                   | Maximal mögliche Stufe | Einstufung Block 1, 2 und 3 | Einstufung Block 4    | Einstufung Block 5 und 6 |
| ------------------------------------------- | ---------------------- | --------------------------- | --------------------- | ------------------------ |
| 1. Menschen und Umwelt                      | 7                      | Stufe 7                     | noch nicht festgelegt | –                        |
| 2. Strahlungsbarrieren und Anlagenkontrolle | 5                      | Stufe 5                     | noch nicht festgelegt | –                        |
| 3. Gestaffelte Sicherheitsebenen            | 3                      | Stufe 3                     | Stufe 3               | –                        |
|                                             |                        |                             |                       |                          |
| Gesamtwertung (vorläufig)                   | 7                      | Stufe 7                     | Stufe 3               | –                        |

Für Block 4 legte sie das zweite Kriterium noch nicht fest (Stand: 12. April 2011), da der Vorfall noch nicht abgeschlossen sei. Für die Blöcke 5 und 6 vergab sie keine INES-Einstufung. Die Gesamtbewertung ergibt sich aus der jeweils höchsten Einzelbewertung.
Bei den Unfällen in Fukushima handelte es sich um auslegungsüberschreitende Störfälle, das heißt um „Super-GAUs“.

## Schutzmaßnahmen für die Bevölkerung

### Alarmierung
Die japanische Atomaufsichtsbehörde (Nuclear and Industrial Safety Agency, NISA) wurde sofort nach Ausbruch des Erdbebens am 11. März 2011 um 14:46 Uhr (Ortszeit) vom Betreiber über die Lage informiert. Nach Eintreffen des Tsunami und Ausfall der Notstromaggregate meldete Tepco um 15:42 Uhr erstmals einen nuklearen Notfall (Nuclear Emergency) im Kernkraftwerk Fukushima I. Nachdem weitere Berichte über Notfallsituationen aus anderen Kernkraftwerken eintrafen, rief die japanische Regierung am 11. März um 19:03 Uhr den nuklearen Notfallzustand (State of Nuclear Emergency) aus.
Am 12. März um 17:00 Uhr – eineinhalb Stunden nach der ersten Explosion – meldete Tepco eine ungewöhnliche Erhöhung der Strahlung an der Geländegrenze. In den nächsten Tagen folgten zahlreiche weitere Meldungen zu meldepflichtigen Vorfällen.

### Evakuierung
Im Verlauf der Notfallmaßnahmen wurden von den Behörden bereits am Abend des Unglücks erste betroffene Regionen nahe der Anlage geräumt. Bis zum 13. März hatte die japanische Regierung ungefähr 62.000 Menschen, insgesamt etwa 146.500 Personen, evakuiert. Einige Areale wurden komplett geräumt. In anderen Gegenden wurde empfohlen, dass Kinder, Schwangere und Kranke sich nicht dort aufhalten sollten. Zudem wurden in gewissen Zonen Kindergärten und Schulen geschlossen, und es wurde den Bewohnern nahegelegt, die Gegend freiwillig zu verlassen.
Bis zu 1.600 Menschen verloren ihr Leben aufgrund der Evakuierungsmaßnahmen. Auf der offiziellen Website der Präfektur Fukushima waren bis Juni 2018 insgesamt 2.238 Todesfälle aufgrund der Katastrophe verzeichnet, wobei nicht alle aufgrund von Strahlen evakuiert wurden. Eine eindeutige Unterscheidung zwischen den Opfern des Kernkraftwerksunfalls und denen der Naturkatastrophe ist nicht möglich. Studien zeigen, dass zahlreiche psychosoziale Folgen durch den Unfall entstanden sind. So stiegen psychische Erkrankungen und Schlafstörungen bei den Betroffenen auf das Fünffache des japanischen Durchschnitts. Auch Übergewicht und Diabetes nahmen deutlich zu. Die Todesrate unter evakuierten Senioren war anfangs dreimal so hoch wie landesweit und reduzierte sich später auf das 1,5-Fache. Zudem berichten Medien von jungen Menschen mit Partnerschaftsproblemen, vermehrtem Mobbing unter Schulkindern sowie höheren Selbstmordraten. Obwohl radiologische Schäden kaum nachweisbar sind, verursachen die psychosozialen Folgen langfristig Leid, ähnlich wie nach Tschernobyl.
Die Notwendigkeit dieser Evakuierungen wurde in wissenschaftlichen Studien unterschiedlich bewertet. Mehrere Studien stützen sich auf das kontroverse LNT-Modell, wodurch die gesundheitlichen Folgen der Strahlung möglicherweise deutlich überschätzt wurden. Die Behörden waren jedoch an strenge gesetzliche Vorgaben gebunden und die Situation machte schnelles Handeln erforderlich. Außerdem war zunächst unklar, ob sich die Lage im Kraftwerk weiter verschlechtern würde.

#### Einheimische Bevölkerung
März 2011

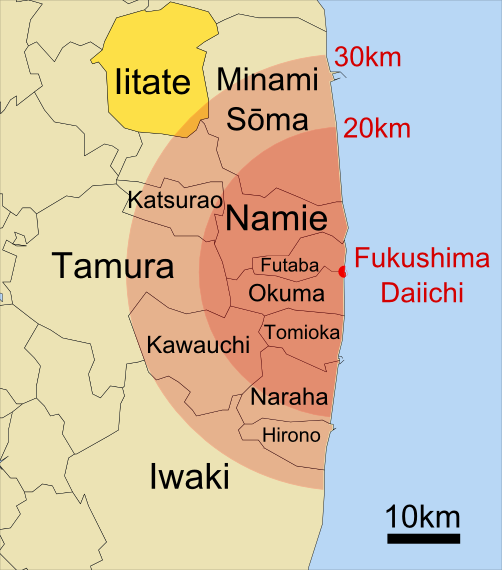
Die 20- und 30-Kilometer-Zone um das Kraftwerk; höchste Bodenkontamination in Iitate

Am 11. März um 20:50 Uhr verfügte die Notfalleinsatzzentrale der Präfektur Fukushima die Evakuierung der Bevölkerung in einem Radius von zwei Kilometern um den Reaktorblock 1, nachdem dort die Kühlung ausgefallen war. Später ließ der Premierminister diesen Radius schrittweise auf drei (11. März um 21:23), zehn (12. März um 5:44) und 20 (12. März um 18:25 Uhr) Kilometer erweitern. Bis zum 13. März wurden etwa 62.000 von 78.000 betroffenen Menschen evakuiert.
Weitere 62.000 Bewohner in 20 bis 30 Kilometer vom Kraftwerk entfernten Gebieten sollten nach Anweisung des Premierministers vom 15. März um 11:00 Uhr zunächst in ihren Häusern bleiben. Am 25. März riet die Regierung ihnen dazu, das Gebiet freiwillig zu verlassen; als Begründung gab sie Versorgungsengpässe an.
In den Notunterkünften, die auch zur Unterbringung von Tsunami-Betroffenen dienten, wurden die Menschen aus der Kontaminationszone teils aus Angst vor Strahlung abgewiesen. Ärzte mussten Unbedenklichkeitsbescheinigungen ausstellen.
Ab dem 19. März wurde die Stadtverwaltung und gesamte Bevölkerung von Futaba, auf dessen Stadtgebiet sich die Reaktorblöcke 5 und 6 befinden, nach Saitama umgesiedelt, wo sie in der Saitama Super Arena untergebracht wurden, und am 30./31. März schließlich etwa 1300 einschließlich der Stadtverwaltung nach Kazo. Hirono zog bis Anfang April nach Ono um. Die Umsiedlung weiterer Orte wurde angeordnet: Katsurao nach Aizubange, Kawauchi und Tomioka nach Kōriyama und Namie nach Nihonmatsu, Naraha nach Aizumisato, sowie Ōkuma, zu dem die Kraftwerksblöcke 1 bis 4 gehören, nach Aizu-Wakamatsu. Mit Ausnahme von Saitama liegen alle Zielorte im Westen oder Norden der Präfektur Fukushima.
Am 28. März bestätigte Regierungssprecher Edano, dass die 20-Kilometer-Evakuierungszone aufrechterhalten werden solle. Lokale Behörden wurden angewiesen, den Zutritt zu diesem Gebiet zu untersagen.

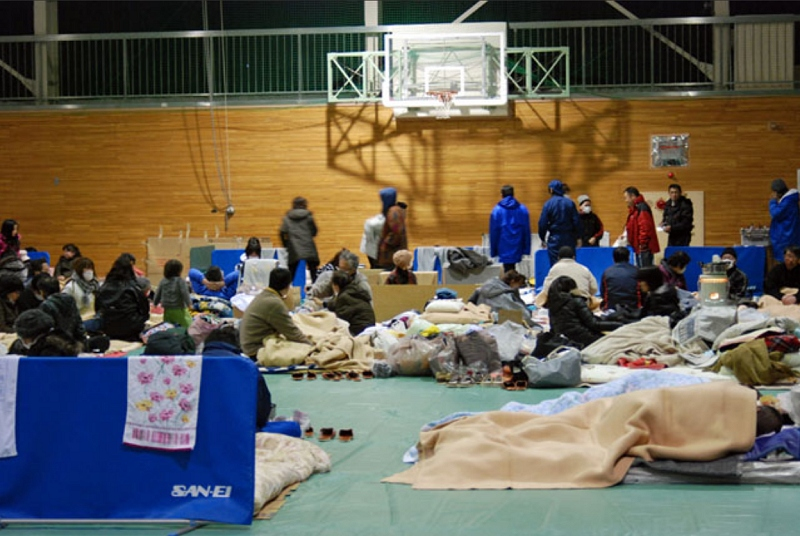
Notunterkunft in einer Schulsporthalle in Kōriyama, Präfektur Fukushima (16. März 2011)

Verschiedene Seiten hielten den Evakuierungsradius für unzureichend. Gregory Jaczko der Vorsitzende der US-Aufsichtsbehörde Nuclear Regulatory Commission, empfahl eine Ausweitung auf 80 Kilometer; davon wären 1,9 Millionen Menschen betroffen. Greenpeace forderte Japans Regierung am 27. März auf, vor allem Kinder und schwangere Frauen sofort auch aus einem weiteren Umkreis bis 60 Kilometer zu evakuieren. In dem 7000-Einwohner-Dorf Iitate, rund 40 Kilometer nordwestlich des Kraftwerks, maßen die Beobachter von IAEO und Greenpeace besonders hohe Kontaminationen beziehungsweise Strahlenbelastungen. Greenpeace forderte daraufhin die japanischen Behörden auf, die Evakuierung auf Iitate auszuweiten, während die IAEO zu einer Prüfung der Situation riet. Die Behörden deuteten an, dass sie bereits über eine Evakuierung von Iitate nachdachten.
Beim Festlegen der Evakuierungszone am 12. März hatte die japanische Regierung eine maximale Strahlungsbelastung von 50 Millisievert pro Jahr (mSv/a) zugrunde gelegt; dies entspricht durchschnittlichen 0,0057 Millisievert pro Stunde (mSv/h). Bei erwarteten Werten zwischen 10 und 50 mSv/a sollen die Anwohner ihre Häuser nicht verlassen.
April 2011
Anfang April riet die NISA der Regierung, bereits ab einer möglichen Belastung von 20 mSv/a zu evakuieren. Zum Vergleich: Die natürlichen Strahlungswerte liegen im Weltdurchschnitt bei 2,4 mSv/a.

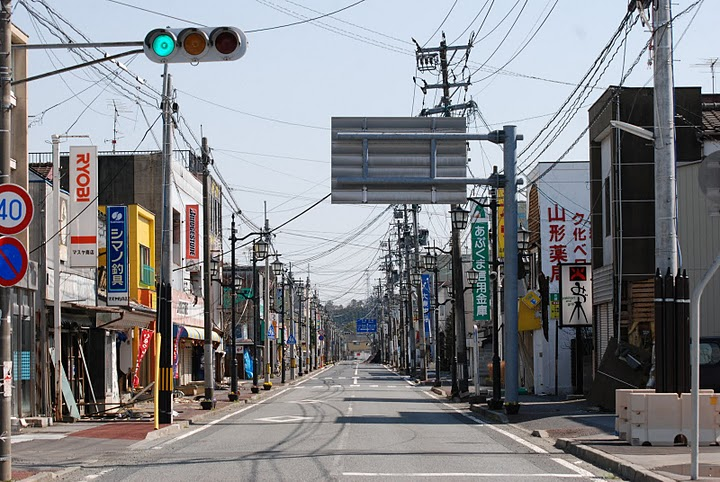
Namie ist schon am 12. April 2011 eine Geisterstadt.

Am 12. April beschloss die Regierung die Evakuierung der außerhalb der 20-Kilometer-Zone gelegenen Orte Katsurao, Namie und Iitate sowie von Teilen von Kawamata und Minamisōma, weil die Jahresdosis dort auf 20 mSv oder mehr geschätzt wurde. Für Namie ergab sich eine Schätzung von 300 mSv. Bis Ende Mai mussten die Einwohner die Orte verlassen.
Mitte April wurde Premierminister Naoto Kan mit der Aussage zitiert, die Evakuierungszone um das Kraftwerk könne für zehn bis zwanzig Jahre unbewohnbar bleiben. Kan dementierte dies. Tepco veröffentlichte kurz darauf einen Plan, der vorsah, im Laufe des zweiten Halbjahres 2011 mit Dekontaminationsarbeiten in der Evakuierungszone zu beginnen, um Einwohnern die Rückkehr zu ermöglichen. Die Regierung gab später bekannt, dass sie erst 2012 über eine mögliche Rückkehr von Anwohnern entscheiden wolle.
Nachdem immer wieder Einwohner trotz der Strahlungsgefahren in die 20-Kilometer-Zone zurückkehrten, erklärte die Regierung diese ab dem 22. April zum Sperrgebiet. Einer Person pro Haushalt wurde es gestattet, nochmals kurz dorthin zurückzukehren, sofern ihre Wohnung mehr als 3 Kilometer vom Kraftwerk entfernt liegt; darüber hinaus wurde das Betreten des Gebiets untersagt. 27.000 Haushalte in neun Kommunen sind von dieser Regelung betroffen. Für Zuwiderhandlungen wurden Bußgelder von bis zu 100.000 Yen (damals ungefähr 840 Euro) oder kurze Haftstrafen angedroht. Entlang der Zufahrtsstraßen wurden 75 Kontrollpunkte eingerichtet.
Für die Zone in 20 bis 30 Kilometern Entfernung von Kraftwerk wurde am 22. April eine flexible Regelung eingeführt, bei der je nach Lage vor Ort entschieden wird, ob die Einwohner in ihren Wohnungen bleiben oder evakuiert werden sollen.
Juni–August 2011
Weitere Beobachtungen und Messungen ergaben Hot Spots mit Strahlenbelastungen über 20 mSv/a in verschiedenen noch nicht evakuierten Orten und Ortsteilen der Präfektur Fukushima. Die Stadtverwaltung von Date empfahl 113 Haushalten einen Umzug an weniger belastete Orte; in Minamisōma waren 72 Haushalte betroffen und in Kawauchi 60. Haushalte mit Evakuierungsempfehlung werden vom Staat finanziell unterstützt; die Empfehlungen richten sich nach Strahlungsmessungen im Garten und am Eingang der Häuser. Dadurch haben Bewohner, die sich um die Dekontamination ihrer Anwesen bemühten, weniger Chancen auf finanzielle Hilfe.
September 2011

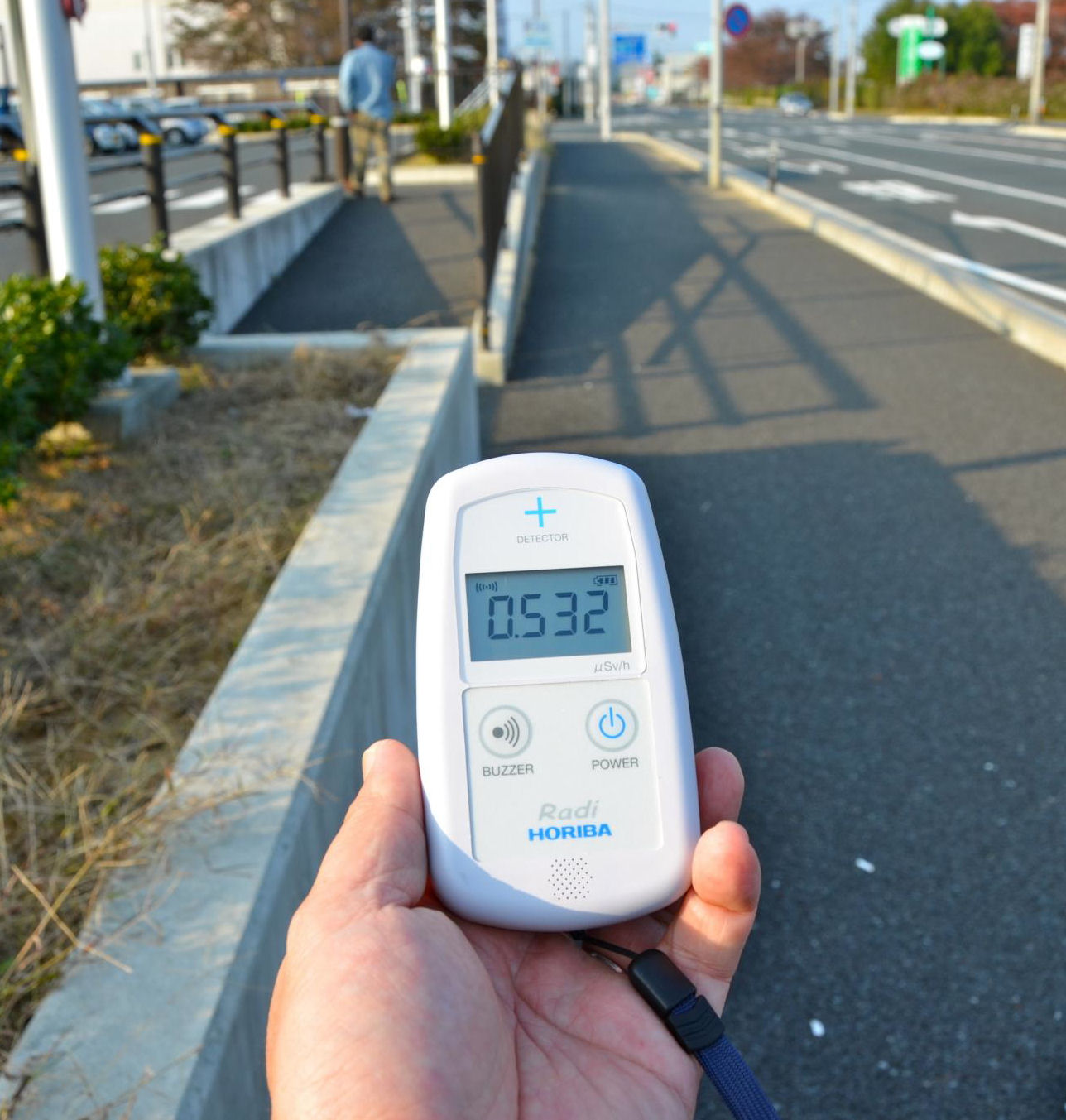
0,5 µSv/h in Minamisōma gelten als unbedenklich (4. November 2011).

Nachdem die Reaktoren 1 bis 3 einen relativ stabilen Zustand mit Temperaturen unter 100 °C erreicht hatten, hob die japanische Regierung Ende September die bedingte Evakuierungszone in 20 bis 30 Kilometer Entfernung vom Kraftwerk auf. Gleichzeitig zog die Präfektur Fukushima die Evakuierungsanordnung für Minamisōma, Tamura, Kawauchi, Hirono und Teile von Naraha zurück.
Die Polizei meldete einen starken Anstieg der Einbruchsdelikte in der Sperrzone. Seit Beginn der Unfallserie wurden 720 Fälle bekannt; im entsprechenden Vorjahreszeitraum waren es nur 27.
seit 2012
Im März 2015 lebten noch immer rund 230.000 Menschen in Notunterkünften wie Containersiedlungen und provisorisch belegten Apartments, da große Teile der 2011 evakuierten Sicherheitszone nach wie vor nicht dekontaminiert sind. Nach Abschluss der Dekontamination weniger schwer belasteter Gebiete, deren Gesamtkosten auf mindestens 20,5 Mrd. US-Dollar geschätzt werden, sollen ca. 55.000 Menschen in ihre ursprünglichen Siedlungen zurückkehren dürfen. Allerdings wollen nach Studien der japanischen Wiederaufbauagentur nur ca. 10–20 % der Bevölkerung zurückkehren, wobei insbesondere Familien sich häufig gegen eine Rückkehr aussprechen.
Für den weiteren Verlauf siehe: Abschnitt „Langfristige Perspektiven“

#### Angehörige anderer Staaten
März 2011
Das deutsche Auswärtige Amt und das österreichische Bundesministerium für europäische und internationale Angelegenheiten gaben am 12. März Teilreisewarnungen für den Nordosten Japans heraus, Deutschland zusätzlich auch für den Großraum Tokio. Die österreichische Botschaft verlegte am 16. März ihren operativen Bereich nach Osaka, die deutsche am 17. März.
Mitte März stellten verschiedene Staaten wie Russland, Belgien, Philippinen und die USA Flugzeuge bereit, um Staatsbedienstete und weitere Bürger zu evakuieren.
Die USA, Australien und Südkorea empfahlen ihren Bürgern, einen Abstand von mindestens 80 km zum havarierten Kraftwerk einzuhalten. Die Vereinigten Staaten und Thailand empfahlen ihren Bürgern ferner eine Ausreise.
Am 17. März forderte Frankreich seine Bürger in Tokio auf, Japan zu verlassen oder sich in den Süden des Landes zu begeben.
April 2011
Der US-Mediziner Robert Peter Gale, der 1986 in Tschernobyl die ärztliche Hilfe im Auftrag der sowjetischen Regierung koordiniert hatte, kritisierte einzelne Evakuierungsempfehlungen und – so wörtlich – „Panikreaktionen“ einzelner Staaten. Schädlicher als die Strahlung selbst sei die Angst vor ihr. Gale zufolge wäre die Folge des Exodus von Ausländern aus Japan verheerend. Deshalb solle die deutsche Reaktion auf Fukushima nicht nur von Emotionen und einer Panikreaktion bestimmt sein, sondern möglichst rücksichtsvoll und bedacht ausfallen.
Am 12. April ordnete die philippinische Regierung die Rückführung aller ihrer Staatsbürger aus dem Umkreis von 50 Kilometern um Fukushima I an. Nur mit Japanern verheiratete Philippiner durften auf Wunsch in Japan bleiben.
Die USA bestätigten am 15. April nochmals ihre 80-Kilometer-Bannzone um das Kraftwerk, zogen aber ihre allgemeine Ausreiseempfehlung zurück. Russland zog seine Reisewarnung am 19. April zurück.
Ende April kehrte die deutsche Botschaft nach Tokio zurück.

### Luftverkehr
Am 12. März 2011 verhängte die japanische Regierung ein Luftsperrgebiet für einen Umkreis von 20 Kilometern um das Kraftwerk, das am 13. März auf 30 Kilometer erweitert wurde.
Die deutsche Lufthansa ließ ab dem 14. März alle aus Japan heimkehrenden Flugzeuge auf Radioaktivität testen. Vom 15. bis zum 23. März 2011 leitete sie ihre Flüge mit Ziel Tokio-Narita nach Nagoya und Osaka um.
Die österreichische Lufthansa-Tochter Austrian Airlines flog Tokio unter Begleitung militärischer Strahlenschutzexperten weiter an. Im Gegensatz zum normalen Linienverkehr wurden allerdings die Aufenthalte nur kurz gehalten und die Crewwechsel in Seoul durchgeführt. Die Swiss verlegte ihre Crewwechsel nach Hongkong.

### Import- und Exportverbote für Lebensmittel
Am 24. März 2011 ordnete die Europäische Union vorsorglich Zwangskontrollen für nach dem 11. März hergestellte Lebensmittel aus zwölf Präfekturen Japans an. Sie dürfen seit dem 27. März nur in die EU-Staaten eingeführt werden, wenn sie in Japan auf Radioaktivität getestet und die Testergebnisse schriftlich bescheinigt wurden. Die japanischen Angaben sollen stichprobenartig überprüft werden.
Russland, China, Taiwan, Australien und die USA verhängten Importverbote für bestimmte Nahrungsmittel aus vier oder fünf von überhöhten Strahlenwerten betroffenen japanischen Präfekturen und testen Importe auf Radioaktivität. Auch Südkorea beschloss zunächst ein solches Verbot, hob es aber am 24. März wieder auf, nachdem die japanische Regierung ihrerseits den Export bestimmter Lebensmittel aus der Präfektur Fukushima verboten hatte. Am 14. April verhängte Südkorea dann ein erneutes Importverbot für sämtliche Lebensmittel aus 13 der 47 japanischen Präfekturen.
Am 6. April verbot Russland den Import von japanischem Fisch.

### Dekontamination
Zur Dekontamination des Kraftwerksgeländes siehe erste Sicherungsmaßnahmen.
Die 340.000-Einwohner-Stadt Kōriyama, 60 Kilometer westlich des Kraftwerks, begann Ende April damit, in Schulen und Kindergärten die kontaminierte Oberfläche des Bodens abzutragen, und die Stadt Fukushima Ende Mai. Die Regierung wies die Städte darauf hin, dass ein einfaches Umgraben der Böden ausreichen könne.
In Minamisōma begann die Dekontamination im August 2011.
Im Dezember 2011 dekontaminierten Spezialkräfte der japanischen Landesverteidigung mit Hochdruckreinigern Verwaltungsgebäude und deren nähere Umgebung in den evakuierten Orten Naraha, Tomioka, Namia und Iitate.
Während der Aufräumarbeiten wurden 8460 Kubikmeter der Bodenkrume abgetragen und an 830 Orten zwischengelagert. Allein in Koriyama liegen 6000 Kubikmeter Erde an 582 Stellen. Kompliziert wird die Lage auch dadurch, dass die ursprünglichen Landbesitzer sich an den Entsorgungskosten beteiligen müssen. Dem Gesetz nach muss bis 2045 die Erde in ein Endlager verbracht werden.

### Langfristige Perspektiven
Im November 2013 befürchtete Shigeru Ishiba, damals Generalsekretär der regierenden liberaldemokratischen Partei, dass eine vollständige Wiederansiedlung der aus der Region Fukushima evakuierten Bevölkerung wohl nicht möglich sein würde. Die Regierung würde Gebiete benennen müssen, in denen eine menschliche Ansiedlung aufgrund der hohen Strahlenbelastung auf Dauer unmöglich sein werde. Die evakuierten betroffenen Personen müssten entschädigt werden.
Nach zwei kleineren Gebieten war im September 2015 Naraha die erste Gemeinde in der Präfektur Fukushima, für die die Evakuierungsanordnung aufgehoben wurde.
Eine Studie von 2019 zeigte, dass die radioaktive Cäsium-Belastung in den dekontaminierten Gebieten um 80 Prozent gesunken ist. Allerdings sind 75 Prozent dieser Regionen dicht bewaldet und nicht dekontaminierbar, wodurch bei Regen die Gefahr besteht, dass Radionuklide in benachbarte Felder und Wiesen gespült werden. Seit 2014 hat die japanische Regierung schrittweise einige Gebiete im Evakuierungsgebiet zur Besiedelung freigegeben, darunter Iitate, Namie und 2019 Okuma, die Stadt am nächsten am Atomkraftwerk. Stand 2021 sind jedoch nur wenige ehemalige Bewohner zurückgekehrt.

## Kritik am Krisenmanagement
Siehe auch: Kritik an risikobehafteter Technik und mangelnder Wartung des Kraftwerks im Artikel Kernkraftwerk Fukushima Daiichi
Presseberichte zur Anfangsphase der Nuklearkrise zeichnen ein Bild von Mitarbeitern, Entscheidungsträgern und wissenschaftlichen Beratern, die mit der Situation überfordert waren. Mehrere „Super-GAUs“ liefen gleichzeitig ab und mussten gehandhabt werden. Die dazu getroffenen oder nicht getroffenen Entscheidungen und die Informationspolitik der verantwortlichen Stellen wurden vielfach kritisiert. Verschiedene Seiten hielten das japanische Krisenmanagement für zu unentschlossen. Die IAEO kritisierte die Struktur der zuständigen Regierungsstellen als zu kompliziert und reaktionsträge.
Alle Maßnahmen, die die Bevölkerung betreffen könnten, mussten entsprechend den gesetzlichen Vorschriften von der Regierung genehmigt werden.
Ein Anfang Juli 2012 von einer parlamentarischen Untersuchungskommission vorgelegter Bericht spricht von Kungelei und Schlamperei der Betreiberfirma, der Regierung und der Atomaufsichtsbehörde. Das „Desaster von Menschenhand“ sei vorhersehbar und vermeidbar gewesen.

### Entsorgung von radioaktivem Wasser in den Ozean

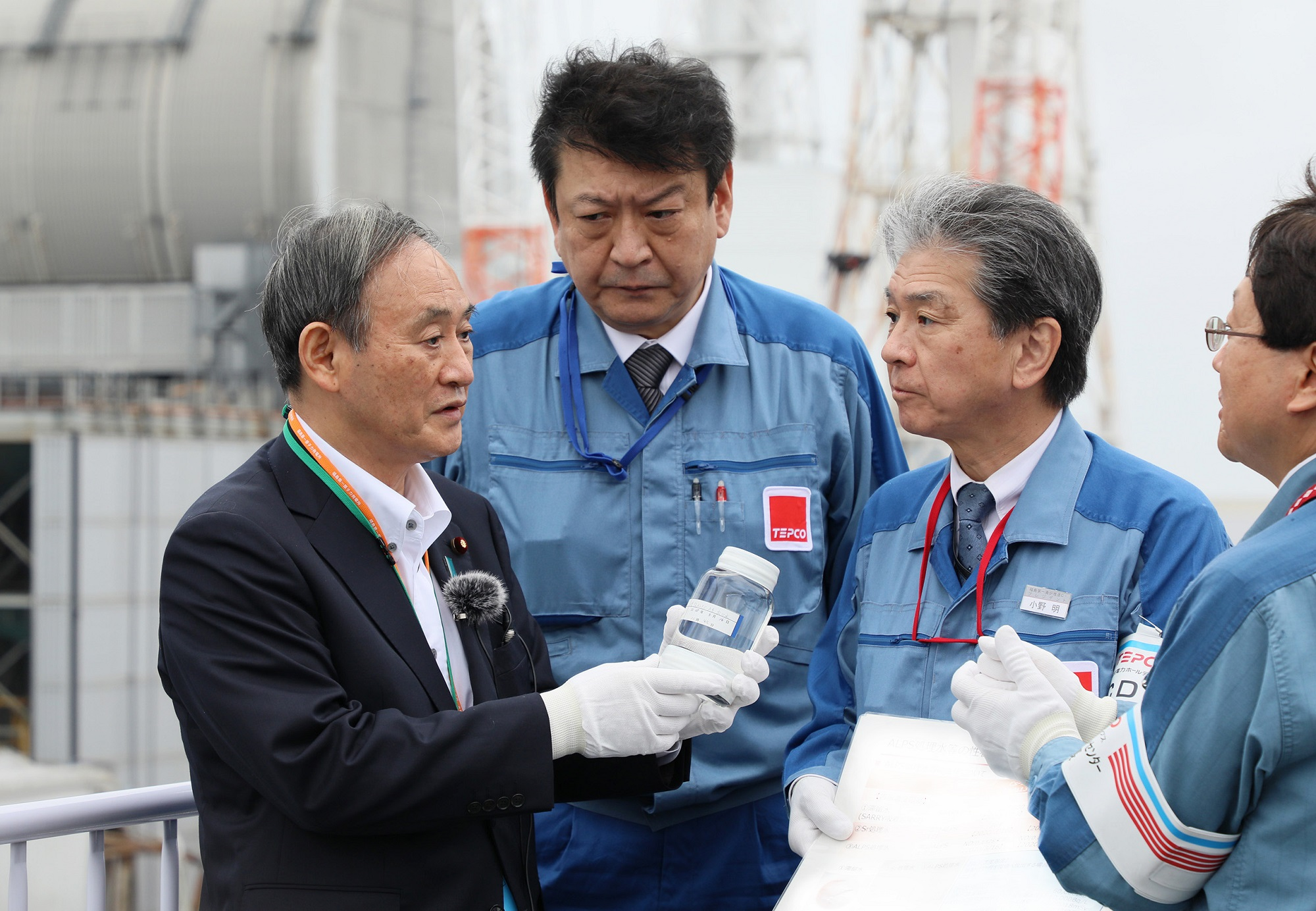
Premierminister Suga besucht das Kernkraftwerk Fukushima Daiichi. September 2020.

Untersuchungen ergaben, dass radioaktiv verunreinigtes Wasser bereits seit dem Unfall in den Pazifik austrat. Erst am 22. Juli 2013 gab Tepco dies öffentlich zu, was zu starker Kritik führte.
Am 13. April 2021 genehmigte die japanische Regierung (Kabinett von Premierminister Suga), dass Tepco das gespeicherte radioaktive Wasser über einen Zeitraum von 30 Jahren aufbereitet und verdünnt in den Pazifik entsorgen darf. Bis dahin hatten sich etwa 1,3 Millionen Tonnen des Wassers auf dem Kraftwerksgelände angesammelt und die Lagerkapazität war bald erschöpft.
Während die IAEO die Maßnahme unterstützt, zeigten sich die lokale Fischereiindustrie und Nachbarländer wie China und Südkorea besorgt. Protest kam auch von Greenpeace und von UN-Menschenrechtsexperten. Auch Nordkorea, Taiwan, und Russland äußerten Bedenken. Südkorea und die Mitglieder des Zentralamerikanischen Integrationssystems (SICA) veröffentlichten eine gemeinsame Erklärung, in der sie ihre „tiefe Besorgnis“ über die Entscheidung der japanischen Regierung zum Ausdruck brachten.
China betonte die Bedeutung der Zusammenarbeit mit der IAEO und drängte Japan, relevante Informationen transparent zu teilen. Die Entsorgung betreffe nicht nur Japan, sondern auch die regionale und globale ökologische Sicherheit. China forderte eine IAEO-geleitete Arbeitsgruppe mit Beteiligung aller betroffenen Parteien, einschließlich China. Die IAEO arbeitete an der Schaffung einer Fachgruppe zur Behandlung der Meereseinleitung des radioaktiv belasteten Wassers aus Fukushima und lud dafür auch chinesische Fachleute ein.
Die Einleitung von über einer Million Tonnen des aufbereiteten Abwassers begann im August 2023. Experten halten das Vorgehen aufgrund der sehr geringen Radionuklidkonzentrationen für unbedenklich.

### Konflikte
Die Presse berichtete auch von Konflikten zwischen den Verantwortlichen. Laut Berichten der Yomiuri Shimbun waren Premierminister Naoto Kan, Regierungssprecher Yukio Edano, Verteidigungsminister Toshimi Kitazawa und andere Regierungsmitglieder frustriert und zunehmend misstrauisch wegen fehlender oder ständig wechselnder Erklärungen Tepcos über die Vorgänge im Kraftwerk. Insbesondere Kan soll ein großes Misstrauen sowohl gegenüber Tepco als auch gegenüber der Atomaufsichtsbehörde (NISA) und dem ihr übergeordneten Wirtschaftsministerium (METI) entwickelt haben. Laut Presseberichten misstraute der Bürgerrechtler Kan grundsätzlich der mit der Industrie verflochtenen japanischen Bürokratie und schnitt sich dadurch selbst von wichtigen Informationsquellen ab. Stattdessen setzte er auf persönliche Berater, die ebenfalls schlecht informiert waren.

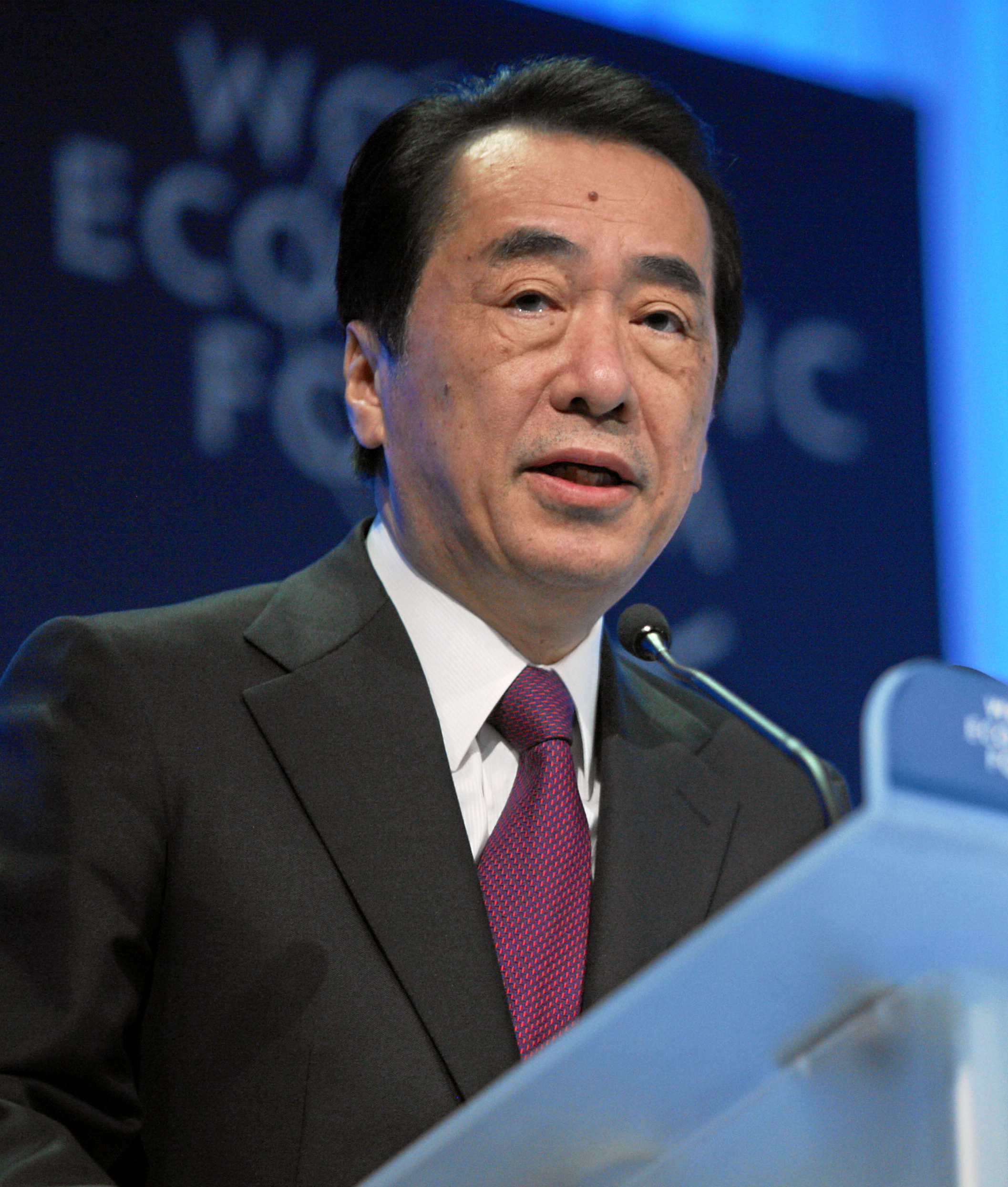
Naoto Kan (2011)

Am 15. März erschien Kan wütend in der Tepco-Firmenzentrale und maßregelte die anwesenden Tepco-Manager wegen ihrer Informationspolitik sowie den Planungen Tepcos, „das gesamte Personal aus der Atomanlage Fukushima Daiichi abzuziehen und die Rettungsarbeiten einzustellen.“ Er ließ dort einen gemeinsamen Krisenstab von Regierung und Kraftwerksbetreiber einrichten, um mehr Einfluss auf das Krisenmanagement nehmen zu können. Ein Experte der US-amerikanischen Atomaufsichtsbehörde besuchte drei Tage später die Tepco-Zentrale und war irritiert über das Kompetenzchaos. Die Leitung des Krisenstabs und allmählich auch des gesamten Nuklearkrisenmanagements übernahm Kans enger Vertrauter Gōshi Hosono.

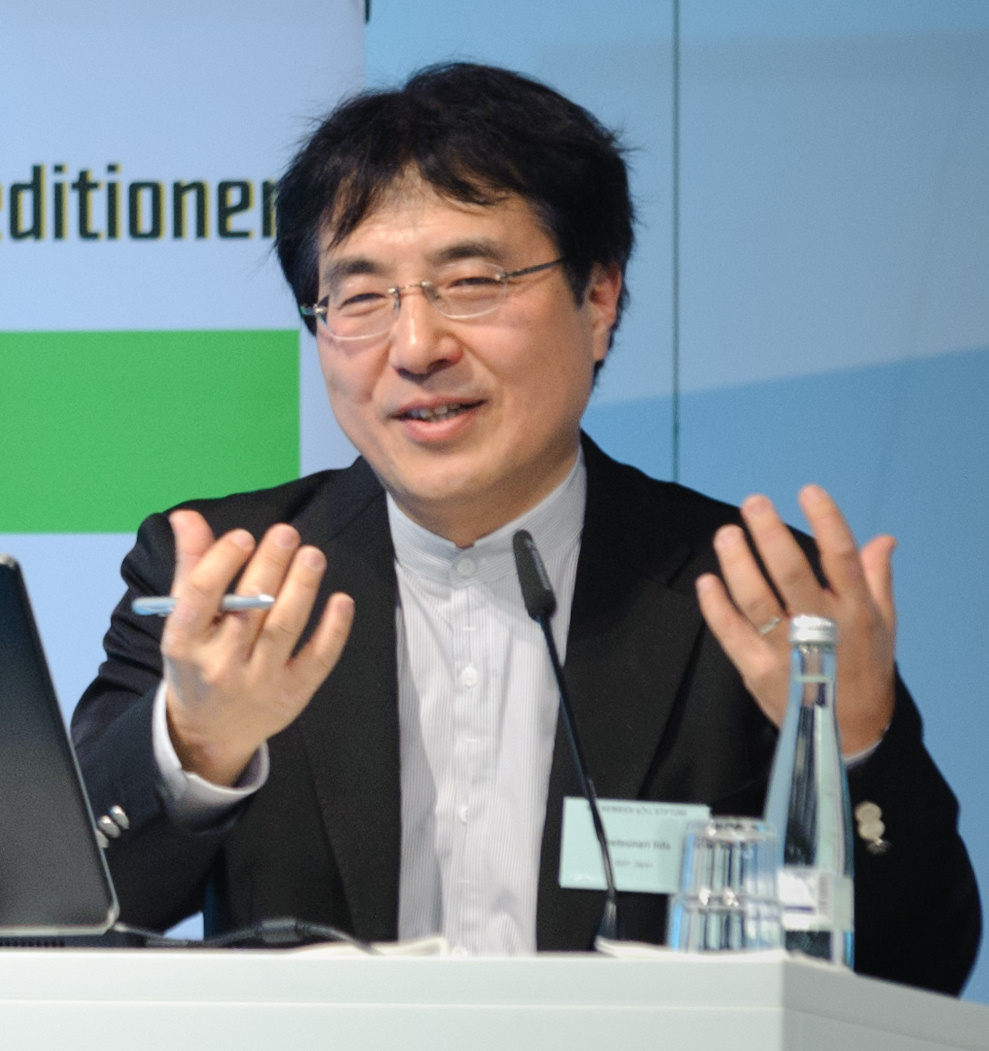
Tetsunari Iida (2011)

Umgekehrt zeigten sich Tepco-Vertreter frustriert über den Premierminister, weil er mehr auf seine persönlichen Berater höre als auf die zuständigen Behörden. Ein Mitarbeiter des Tepco-Krisenstabs in Fukushima wurde mit der Aussage zitiert, er fühle sich mehr durch den Premierminister als durch seine eigenen Vorgesetzten unter Druck gesetzt. Nach Ansicht von Tetsunari Iida, Vorsitzender eines Instituts für nachhaltige Energien und energiepolitischer Berater der japanischen Regierung, überschätzte der Diplom-Physiker Kan seine eigene Kompetenz in Sachen Nukleartechnik. Er wolle bei zu vielen technischen Details mitreden und habe mit seiner Anwesenheit die Tepco-Manager eingeschüchtert. Gleichzeitig kritisierte Iida die Entscheidungsstrukturen des Unternehmens. Für jede Entscheidung müssten sich die Experten vor Ort eine Erlaubnis aus der Firmenzentrale einholen, bei der sowohl die Regierung (über den Krisenstab) mitrede als auch Manager, die das Treffen eigenständiger Entscheidungen nicht gewohnt seien. Die „Zeit“ führte letzteres auf eine für Japan typische Konsensorientierung zurück, die schnelle Entscheidungen verhindere.
Eine Reihe von Widersprüchen zwischen den von Tepco und der NISA veröffentlichten Informationen zum Unfallhergang verdeutlicht, dass es auch zwischen dem Kraftwerksbetreiber und der Aufsichtsbehörde Kommunikationsprobleme gab (siehe Dokumentation der Abläufe und Veröffentlichungen im Artikel Chronik der Nuklearkatastrophe von Fukushima). Die IAEO wies auf verbesserungswürdige technische Kompetenz bei der NISA hin.

### Bewältigung der technischen Probleme
Verschiedene Seiten waren der Ansicht, dass Tepco zu lange mit der Druckentlastung der Reaktoren und dem Einleiten von Meerwasser gezögert habe. Durch ein Vorziehen dieser Maßnahmen hätte man die Unfälle verhindern oder zumindest ihre Auswirkungen verringern können.
Die Yomiuri Shimbun brachte die Verzögerung bei diesen wichtigen Entscheidungen in Zusammenhang mit der Abwesenheit von Tepco-Präsident Tsunehisa Katsumata und dem Vorsitzenden Masataka Shimizu. Die beiden Firmenleiter trafen erst am 12. März gegen 16 beziehungsweise 10 Uhr im Unternehmen ein und waren bis dahin nur per Mobiltelefon eingebunden. Auch technische Probleme des firmeninternen Kommunikationssystems wurden erwähnt. Tepco wies später auf häufige Ausfälle von Telefonleitungen und Firmennetzwerk in den Tagen nach dem Erdbeben hin; Informationen mussten teilweise persönlich überbracht werden.
Druckentlastung
Der japanische Nuklearingenieur Kenzo Miya, emeritierter Professor an der Universität Tokio, sah einen Hubschrauber-Besuch von Naoto Kan am frühen Morgen des 12. März im Kraftwerk als einen Grund für die Verzögerung der Druckentlastung. Es habe das Risiko bestanden, den Hubschrauber des Premierministers radioaktiven Stoffen auszusetzen. Regierungsvertreter ließen dagegen laut einem Bericht der New York Times durchblicken, Tepco habe grundsätzlich vor den radioaktiven Emissionen bei einer Druckentlastung zurückgescheut. Die Zeitung berichtete auch von einer hitzigen Diskussion zu diesem Thema, in der sich Tepcos Kernenergie-Chef Sakae Muto und Fukushima-I-Kraftwerksleiter Masao Yoshida gegenseitig angeschrien hatten.
Später veröffentlichte Aufzeichnungen der Mitarbeiter im Kraftwerk deuten vor allem auf technische Schwierigkeiten hin. Während der Premierminister und die Aufsichtsbehörde versuchten, Tepco mit politischem Druck und offiziellen Anweisungen zum Öffnen der Ventile an Block 1 zu zwingen, kämpften die Mitarbeiter mit Systemen, die nach Überschwemmung und Stromausfall nicht mehr funktionierten. Man habe eine Zeitlang gebraucht, bis man (teils im Dunkeln) herausgefunden habe, wie die Ventile von Hand zu öffnen sind. Außerdem spielte die Evakuierung der unmittelbar angrenzenden Orte eine Rolle. Die New York Times erklärte die Probleme auch damit, dass die in den USA entwickelten Reaktoren nach den Vorgaben der amerikanischen Atomaufsichtsbehörde ausgelegt waren, die große Sicherheitshürden vor einer möglichen Betätigung der Druckentlastung durchgesetzt hatte.
Meerwasserkühlung
Das Wall Street Journal zitierte am 21. März 2011 den ehemaligen Tepco-Manager Akira Omoto, Mitglied der Japan Atomic Energy Commission, mit der Aussage, Tepco habe mit der Meerwassereinleitung gezögert, um die wertvollen Reaktoren nicht durch das Salzwasser zu beschädigen; die Reaktoren können dabei zerstört werden. Diese Kritik fand sich anschließend in verschiedenen Presseartikeln wieder. Nach eigenen Angaben und Aufzeichnungen leitete Tepco allerdings in die Reaktoren 1 und 2 zunächst Süßwasser ein, und stellte – nachdem die Vorräte erschöpft waren – jeweils auf Meerwasser um. Die Verzögerung bis zur Meerwassereinleitung belief sich demnach jeweils auf höchstens vier Stunden und nicht – wie vom Wallstreet Journal vermutet – auf etwa 12 beziehungsweise 30 Stunden (siehe Zeitabläufe im Artikel Chronik der Nuklearkatastrophe von Fukushima).
Ende Mai 2011 kam es zu einer öffentlichen Diskussion und einer Auseinandersetzung zwischen Premierminister Kan und der parlamentarischen Opposition um eine mögliche Verantwortung Kans für die verzögerte Meerwasserkühlung. Tepco-Aufzeichnungen deuteten auf Kommunikationsprobleme innerhalb des Unternehmens sowie zwischen Kraftwerksbetreiber, Behörden und Premierminister hin, möglicherweise auch auf eine zögerliche Freigabe der Salzwassereinleitung durch Kan.
Kühlung der Abklingbecken
Auch eine zu späte Kühlung der Abklingbecken wurde kritisiert. Sowohl Tepco als auch die Regierung hätten sich in den ersten zwei Tagen nur auf die Reaktoren konzentriert und die Abklingbecken außer Acht gelassen. Das Wall Street Journal zitierte Tetsuya Kono, Sprecher der japanischen Streitkräfte, mit der Aussage, man habe sich nicht früher an dem Wasserwerfereinsatz beteiligt, weil Tepco ihn nicht angefordert habe. Das Militär habe nicht von sich aus aktiv werden können. US-amerikanische Experten kritisierten eine zu späte Kühlung des Abklingbeckens von Block 4.
Tepco verteidigte sich damit, man sei nach der Explosion in Block 1 voll mit der Stabilisierung von Block 2 beschäftigt gewesen, habe also keine weiteren Ressourcen zur Verfügung gehabt.

### Unterstützung durch Dritte
Neben den Streitkräften waren auch andere Organisationen der Ansicht, dass Tepco ihre Unterstützung zu spät in Anspruch genommen hatte.
Laut einem nicht namentlich genannten Mitarbeiter der US-amerikanischen Regierung schien für die Japaner anfangs ein Rückgriff auf amerikanische Hilfe undenkbar. Die japanische Regierung habe verschiedene Gesuche und Angebote der USA, ihre Experten am Krisenmanagement zu beteiligen, abgelehnt. In den Vereinigten Staaten stehen zahlreiche Kernkraftwerke vom gleichen Modell wie in Fukushima; daher haben die USA sowohl Erfahrung damit als auch ein eigenes Interesse an der Aufklärung der Unfallserie. Die US-Regierung war schließlich so verärgert über die japanische Haltung, dass sie nach Angaben der New York Times mit dem Abzug von wichtigem Militärpersonal, laut Yomiuri Shimbun sogar mit einer Zwangsevakuierung aller US-Bürger aus Japan drohte.
Verschiedene Hilfsangebote, etwa seitens der deutschen Bundesregierung, Ausrüstung und Experten des Kerntechnischen Hilfsdiensts einzusetzen, wurden nicht oder nur mit erheblicher zeitlicher Verzögerung angenommen. Aus Frankreich wurden erst ab dem 17. März Experten und Ausrüstung des französischen Atomenergie-Konzerns Areva einbezogen; ein Hilfsangebot der Regierung Sarkozy war bereits am Tag nach der Katastrophe eingegangen. Zur Zeit des Unglücks waren über 100 Areva-Mitarbeiter aus Deutschland, den USA und Frankreich im Lande, von denen 18 bei Wartungsarbeiten im unmittelbaren Umfeld des Reaktors 4 tätig waren. Erst zwei Wochen nach dem Unglück traf die Areva-Vorsitzende Anne Lauvergeon mit Experten der Nuklearanlage Marcoule vor Ort ein.
Die Nuklearsicherheitskommission der japanischen Regierung, die über vierzig Experten für Nuklearunfälle verfügt, wurde dafür kritisiert, dass sie nicht einen davon nach Fukushima I entsandte.

### Informationspolitik
Die Informationspolitik sowohl des Kraftwerksbetreibers als auch der Behörden wurde vielfach kritisiert.
Regierungssprecher Edano deutete am 12. März in einer Pressekonferenz an, dass Tepco die Regierung nur unzureichend informierte. Premierminister Kan war zwei Tage später sehr verärgert darüber, von der Explosion des Reaktorblocks 3 zuerst aus den Medien erfahren zu haben. In den nachfolgenden Wochen musste Tepco mehrfach falsch (zu hoch) ausgewiesene Strahlungsmesswerte korrigieren und handelte sich damit öffentliche Rügen von Seiten der Regierung und der NISA ein. Eine Tepco-Sprecherin erklärte, man stünde im Konflikt zwischen dem Druck, die Daten (schnell) zu veröffentlichen, und der Forderung nach Exaktheit. Die konkreten Fehler erklärte Tepco mit einer Fehlkonfiguration der verwendeten Software.
Es kam vor, dass Tepco Schäden am Kraftwerk – zum Beispiel Erdbeben- und Kernschmelzeschäden – zunächst bestritt beziehungsweise ignorierte, und sie erst dann eingestand, wenn sie nicht mehr zu übersehen waren.
China beklagte sich mehrfach über unzureichende Informationen durch die japanischen Behörden. Auch die USA, weitere Mitgliedsstaaten der IAEO, der Vorsitzende des Umweltprogramms der Vereinten Nationen und die World Meteorological Organization (ebenfalls Vereinte Nationen) fühlten sich unzureichend informiert.
In einer repräsentativen Umfrage des Fernsehsenders JNN hielten drei Wochen nach Beginn der Nuklearunfälle 83 Prozent der befragten Japaner die von der Regierung bereitgestellten Informationen für unzureichend. Auch Bürgermeister betroffener Gemeinden beklagten sich über mangelnde Informationen.

### Arbeitsbedingungen im Kraftwerk

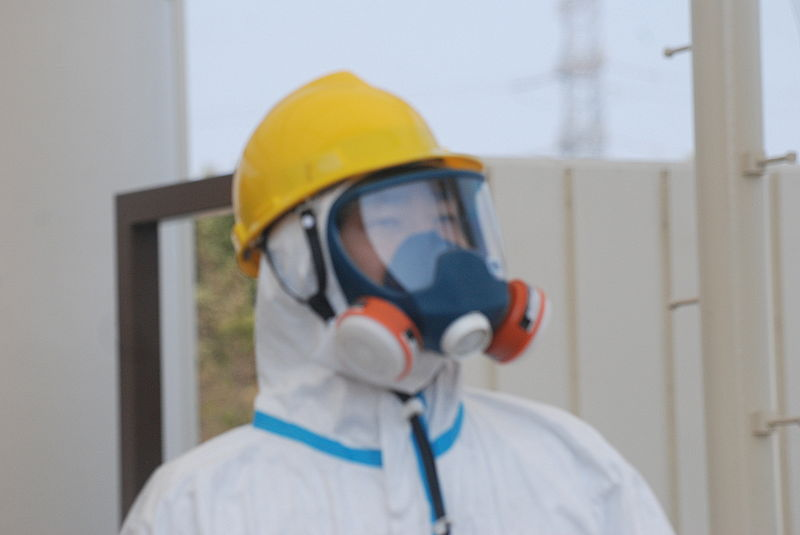
Mitarbeiter am Kraftwerkseingang (13. April 2011)

Auch der Umgang mit den Hilfskräften, die teilweise aus Zeitarbeitsfirmen stammen und dort bereits vor der Krise sehr harten Arbeitsbedingungen unterworfen waren, wurde kritisiert.
Durch die Explosionen und Brände im Kraftwerk stieg die Strahlenbelastung auf dem Gelände zeitweilig stark an. Das japanische Gesundheitsministerium setzte daraufhin die zulässige Gesamt-Äquivalentdosis für männliche Arbeiter in Kernkraftwerken in Notfallsituationen von 100 auf 250 Millisievert pro Jahr herauf. Kritiker verwiesen darauf, dass Werte oberhalb der von der Internationalen Strahlenschutzkommission (ICRP) festgesetzten Grenze von 100 Millisievert pro Einsatz oder pro Jahr erfahrungsgemäß Körperzellen direkt schädigen und das Krebsrisiko schon für weit geringere Belastungen prozentual steigt. Drittunternehmen, die im Auftrag von Tepco im Kraftwerk tätig sind, lehnten den höheren Grenzwert ab. Bis zum 15. April 2011 erhielten 28 Mitarbeiter Strahlungsdosen über 100, jedoch keiner eine Dosis über 250 Millisievert.
Auch die Ausrüstung der Arbeiter war unzulänglich; es mangelte zeitweise an Dosimetern und an geeigneten und zugelassenen Sicherheitsstiefeln. Ein Mitarbeiter berichtete, dass sich die Arbeiter stattdessen Plastiktüten mit Klebeband um die Schuhe banden.
Nach der Explosion in Block 3 wurde die Anlage vorübergehend geräumt. Danach verblieben zeitweise nur noch rund 180 Arbeiter vor Ort – darunter 50 Mitarbeiter von Tepco –, was unter dem Namen „Fukushima 50“ (mit Anklängen an die 47 Rōnin) in den Medien thematisiert wurde.
Ab Anfang Mai versorgte Tepco die Arbeiter zweimal täglich mit Mahlzeiten, die im benachbarten Kernkraftwerk Fukushima Daini zubereitet wurden. Bis dahin hatten sie sich hauptsächlich von Konserven ernährt.
Außerhalb der Arbeitszeiten sind die Mitarbeiter und Helfer in dem Sportzentrum J-Village untergebracht, 20 Kilometer südlich des Kraftwerks; dabei herrschten anfangs teilweise spartanische Bedingungen.

### Bewältigung der Unfallfolgen
Ende März 2011 berichtete die Yomiuri Shimbun über Kritik lokaler Behörden an den Maßnahmen zur Lebensmittelsicherheit. Jede Präfektur und Gemeinden könne selbst festlegen, nach welchen Kriterien sie landwirtschaftliche Produkte auf Strahlung testet. Dabei seien die Ehrlichen die Dummen, weil ihre Region strengere Auflagen erhalte. Zudem seien die pauschalen Grenzwerte für alle Arten von Produkten unangebracht.
Andererseits wurde kritisiert, dass manche hoch kontaminierten Nahrungsmittel nicht verboten wurden, weil sie nur eine kleine Region betrafen. Zu diesem Zeitpunkt legten die Behörden nur Beschränkungen für ganze Präfekturen fest und verzichteten teils darauf, um nicht die ganze Präfektur wegen einer „Problemregion“ wirtschaftlich zu belasten. Kurz darauf begann man, die Lebensmittelverbote auch für kleinere Regionen und einzelne Städte festzulegen.
Am 29. April 2011 trat Toshiso Kosako, Professor in der Abteilung für Nukleartechnik der Universität Tokio, mit schweren Vorwürfen von seinem Amt als wissenschaftlicher Berater der japanischen Regierung in Nuklearfragen zurück, zu dem ihn Ministerpräsident Naoto Kan am 16. März ernannt hatte. Laut Kosako rette sich die Regierung in der Nuklearkrise nur mit Notlösungen und Provisorien über die Zeit. Wegen unklarer Entscheidungsprozesse seien viele Maßnahmen zudem nicht gesetzeskonform. Bei der Strahlungsmessung rund um das Kernkraftwerk Fukushima Daiichi mangele es an Transparenz. Die Regierung habe auch die sogenannte SPEEDI-Analyse lange nicht veröffentlicht. Das System for Prediction of Environmental Emergency Dose Information ist ein Computerprogramm zur Abschätzung und Prognose der radioaktiven Kontamination und hatte für einige Gebiete außerhalb der 30-Kilometer-Zone um das Kraftwerk Ortsdosisleistungen von über 100 Millisievert pro Jahr vorhergesagt. Die Regierung hatte die ersten Ergebnisse dieser Analyse vom 16. bis zum 23. März zurückgehalten, um Panik zu vermeiden. Die vollständigen Daten veröffentlichte die zuständige Nuclear Safety Commission of Japan erst nach Kosakos Rücktritt.
Besonders empört und betroffen zeigte Kosako sich über die vorläufige Erklärung des japanischen Kultus- und Technologieministeriums vom 19. April, dass für Kindergärten und Grundschulen in der Präfektur Fukushima kein niedrigerer Strahlungsgrenzwert festgelegt werden solle als die für das gesamte Katastrophengebiet gültigen 20 Millisievert pro Jahr. Das Ministerium berief sich dabei auf Empfehlungen der International Commission on Radiological Protection, die bei einem Nuklearunfall eine jährliche Strahlungsdosis von bis zu 20 Millisievert sowohl für Erwachsene, als auch für Kinder zulasse.
Kosako begründete seinen Rücktritt damit, dass die Regierung seinen Rat ignoriere. Premierminister Kan führte ihn dagegen auf Meinungsverschiedenheiten zwischen Kosako und anderen Wissenschaftlern zurück. Laut einem Bericht der New York Times vom 1. Mai fiel es den japanischen Experten schwer, sich auf Strahlungsgrenzwerte zu einigen. Man befinde sich in einer neuen Situation, für die es keine Richtlinien gebe, und die zu treffenden Entscheidungen könnten weitreichende Folgen haben.
In einer Umfrage der Zeitung Yomiuri Shimbun vom 13. bis zum 15. Mai 2011 zeigten sich 73 Prozent der befragten Japaner unzufrieden mit dem Nuklearkrisen-Management ihrer Regierung.
Ende Mai 2011 reichten 15.000 japanische Eltern eine weitere Petition beim Kultusministerium ein, in der sie einen Grenzwert von 1 Millisievert pro Jahr für Kinder forderten. Das Ministerium sagte zu, in Schulen mit einer höheren Belastung als 0,001 Millisievert pro Stunde, entsprechend 9 Millisievert pro Jahr, die Bodenoberfläche abtragen zu lassen.

## Auswirkungen auf Wirtschaft und Gesellschaft
Die Auswirkungen der Nuklearkatastrophe – insbesondere politische Auswirkungen in Deutschland wie bei der Landtagswahl in Baden-Württemberg 2011 – wurden in der öffentlichen Diskussion auch als „Fukushima-Effekt“ bezeichnet.

### Japanische Wirtschaft
Die Evakuierungen betrafen die Produktion mehrerer Unternehmen und Zulieferfirmen in der Nähe des Kraftwerks, darunter Toto, Alpine Electronics, Daio, Fujitsu, IHI, Fuji Xerox und Canon.
Am 17. März schloss die Fondsgesellschaft Union Investment Real Estate ihren offenen Immobilienfonds Uni-Immo Global, da die in Japan stehenden Immobilien des Fonds nicht mehr bewertet wurden und folglich keine Anteilspreise ermittelt werden konnten.
Die Region um Fukushima spielt eine bedeutende Rolle in der japanischen Landwirtschaft, Fischerei und Lebensmittelversorgung. Die Nachbarpräfektur Ibaraki stellt insbesondere Premiumreissorten her und ist das Stammland der japanischen Schweinezucht. Durch die radioaktiven Belastungen kam es zu Verkaufsverboten verschiedener Nahrungsmittel. Die Regierung stellte Entschädigungen für betroffene Landwirte in Aussicht. Später stellten Landwirtschafts- und Fischereiverbände hohe Schadenersatzforderungen an den Kraftwerksbetreiber.
Ab dem 26. März liefen mehrere Großreedereien die Häfen von Tokio und Yokohama aus Sorge vor radioaktiver Kontamination der Schiffe nicht mehr an. Dies führte zu einer Belastung des Welthandels, da Waren auf dem Landweg vom Süden Japans in den Norden gebracht werden mussten.
In der japanischen Luftfahrt kam es zu einem massiven Nachfrageeinbruch. Die Zahl der ausländischen Besucher ging in der zweiten Märzhälfte 2011 um 75 % gegenüber dem Vorjahr zurück.
Da durch die Katastrophe die anderen Kernkraftwerke Japans auf ihre Sicherheit überprüft und dabei fast alle abgeschaltet wurden, musste der nationale Strombedarf mit fossilen Brennstoffen gedeckt werden. Durch den Import der dafür benötigten Rohstoffe sowie einem Rückgang der Exporte verzeichnete Japan im Kalenderjahr 2011 das erste Handelsbilanzdefizit seit 1980.

### Stromknappheit

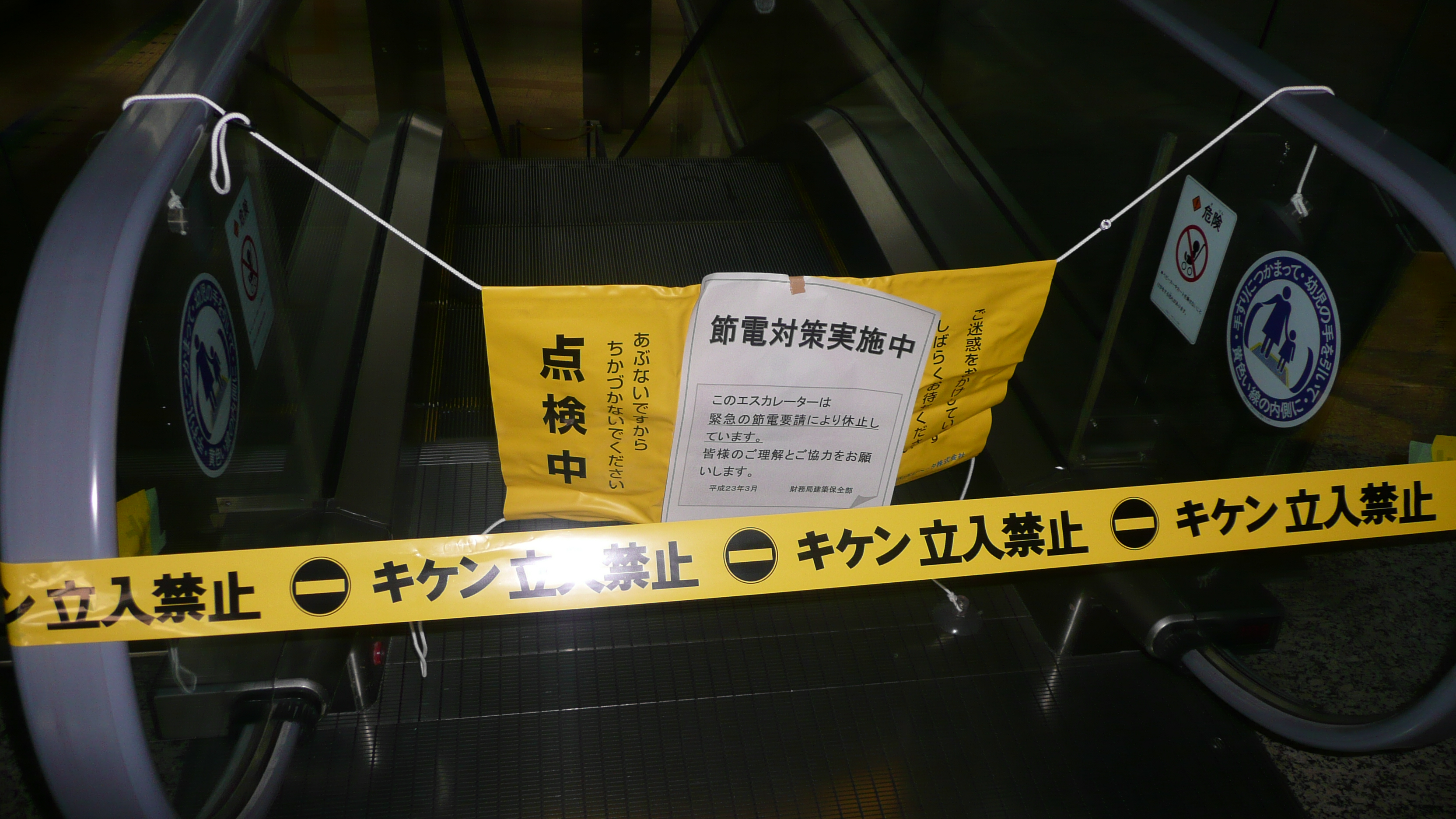
Zum Stromsparen abgeschaltete Rolltreppe in Tokio

Unmittelbar nach dem Erdbeben kam es zu einem Stromausfall, der 10,5 GW an Kernkraftkapazität und 12,4 GW an thermischer Kraftwerkskapazität betraf, was etwa 8 Prozent der gesamten installierten Stromerzeugungskapazität Japans entspricht. Da Kraftwerke durch das Erdbeben und den Tsunami abgeschaltet wurden, entstand die Sorge vor Stromausfällen. Anfangs waren 5,27 Millionen Haushalte ohne Strom. Stand 22. März 2011 waren immer noch rund 220.000 Haushalte, hauptsächlich in den von der Katastrophe betroffenen Gebieten, ohne Strom. Um die Stromnachfrage zu reduzieren und somit Stromausfällen vorzubeugen, wurden ab dem 14. März geplante, zeitlich begrenzte Stromausfälle („rolling blackouts“) eingeführt. Die japanische Regierung hat auch Haushalte und Unternehmen aufgerufen, Strom zu sparen.
Alle Reaktoren in Japan wurden computer-simulierten Belastungstests unterzogen, um ihre sichere Betriebsfähigkeit im Falle einer Naturkatastrophe zu bestätigen. Diese Tests wurden durchgeführt, wenn Reaktoren für reguläre Wartungsarbeiten oder Brennstoffwechsel heruntergefahren wurden, und die Ergebnisse wurden der japanischen Atomaufsichtsbehörde zur Überprüfung vorgelegt. Die Wiederinbetriebnahme der Kernkraftwerke erforderte die Zustimmung der Nuclear Safety Commission of Japan sowie vier Kabinettsminister, einschließlich des Premierministers. Auch die lokalen Regierungen der Präfekturen, in denen sich die Reaktoren befanden, mussten der Wiederinbetriebnahme von Kernkraftwerken zustimmen. Der Weiterbetrieb der Kraftwerke scheiterte zunächst am lokalen Widerstand.
Anfang Mai 2012 wurde mit dem Reaktor 3 des Kernkraftwerks Tomari das letzte aktive japanische Atomkraftwerk vorübergehend abgeschaltet. Damit musste Japan zum ersten Mal seit 42 Jahren vollständig ohne Atomenergie auskommen. Das Land bezog daraufhin seinen Strom unter anderem durch Thermalkraftwerke.
Die Kernenergieerzeugung machte im Durchschnitt zwischen 1987 und 2011 etwa 30 % der Gesamtstromerzeugung Japans aus. Aufgrund der Stilllegung der Kernkraftwerke stieg die thermische Stromerzeugung in den ersten vier Monaten des Jahres 2012 auf 90 % der gesamten Stromproduktion Japans, verglichen mit einem Durchschnitt von 64 % für den gleichen Zeitraum im Jahr 2011.
Durch die komplette Abschaltung sämtlicher Atomkraftwerke stiegen die Strompreise, in manchen Regionen um bis zu 38 %. Die dadurch ausgelöste Reduktion im Stromverbrauch führte zu einer erhöhten Sterblichkeitsrate während sehr kalter Perioden, wodurch nach einer Studie des Institute for Labor Economics der Deutsche Post Stiftung für die Zeit von 2011 bis 2014 1.280 Personen starben. Die Studie ergab, dass in der Beobachtungsperiode 19 % der Kälte-bedingten Todesfälle in Japan auf die erhöhten Strompreise zurückzuführen waren.
Angesichts von Warnungen seitens der Atomindustrie und der Zentralregierung vor Stromausfällen im Sommer erteilte die Regierung Mitte Juni 2012 Anweisung, die Reaktoren 3 und 4 des Kernkraftwerks Ōi hochzufahren. Das Kraftwerk gehört zum Unternehmen KEPCO. Anfang Juli 2012 ging trotz Protesten seitens der Bevölkerung der Reaktor 3 in Betrieb. Es war die erste Inbetriebnahme nach der Nuklearkatastrophe und nach dem Zeitraum von nur in etwa zwei Monaten ohne Betrieb eines Atomreaktors in Japan.

### Japanische Gesellschaft
In der Evakuierungszone um das Kraftwerk verzögerte sich wegen der hohen Strahlungsbelastung die Bergung von Tsunami-Opfern. Wegen der möglichen Kontamination würde eine Übergabe an die Angehörigen oder eine Einäscherung auch weitere Gefahren beinhalten.
In Japan machte der Ausdruck Flyjin (aus Gaijin, „Ausländer“ und Fly, engl. „Flug“ oder „Flucht“) die Runde. Damit wurden in der Expatriategemeinde Ausländer bezeichnet, die sich nach den ersten Reisewarnungen ohne Abschied auf den Weg in die jeweilige Heimat machten. Der Exodus der Ausländer hat in der Krise auch das Selbstbild der Japaner bedroht und verschlimmerte die wirtschaftlichen Schwierigkeiten zusätzlich. Es kommen erhebliche Vertrauensverluste gegenüber zeitweise Abgereisten hinzu.
Menschen aus der Präfektur Fukushima wurden teils aus Angst vor „Verstrahlung“ diskriminiert. Kōichirō Gemba, Minister für Sozialpolitik, berichtete von Abweisungen durch Hotels und von schikanierten Kindern.
Am 2. September 2011 löste Yoshihiko Noda (bis dahin Finanzminister) den für sein Krisenmanagement in die Kritik geratenen Naoto Kan ab und wurde neuer Premierminister. Kan hatte Juni 2011 seinen Rücktritt unter Bedingungen angekündigt.

### Atomenergiepolitik
Die Gallup International Association, ein weltweiter Verbund von Meinungsforschungsinstituten, führte zwischen dem 21. März und dem 10. April 2011 Umfragen in 47 Ländern zur Nutzung von Kernenergie durch. Demnach fiel der Anteil der Kernkraft-Befürworter gegenüber der letzten Umfrageserie vor der Fukushima-Katastrophe von 57 auf 49 Prozent, während der Anteil der Kernkraftgegner von 32 auf 43 Prozent anstieg. 81 Prozent der Befragten hätten von den Nuklearunfällen in Fukushima gewusst. In den zehn Jahren zuvor sei der weltweite Anteil der Kernkraftbefürworter stetig angestiegen. Die Studie wurde am 19. April 2011 von WIN-Gallup International in Islamabad veröffentlicht.
Ende April 2011 wies UN-Generalsekretär Ban Ki-moon darauf hin, dass die Sicherheit der Kernkraftwerke dringend weltweit überprüft werden müsse.

#### Japan

Veränderungen in der japanischen Stromerzeugung nach Fukushima

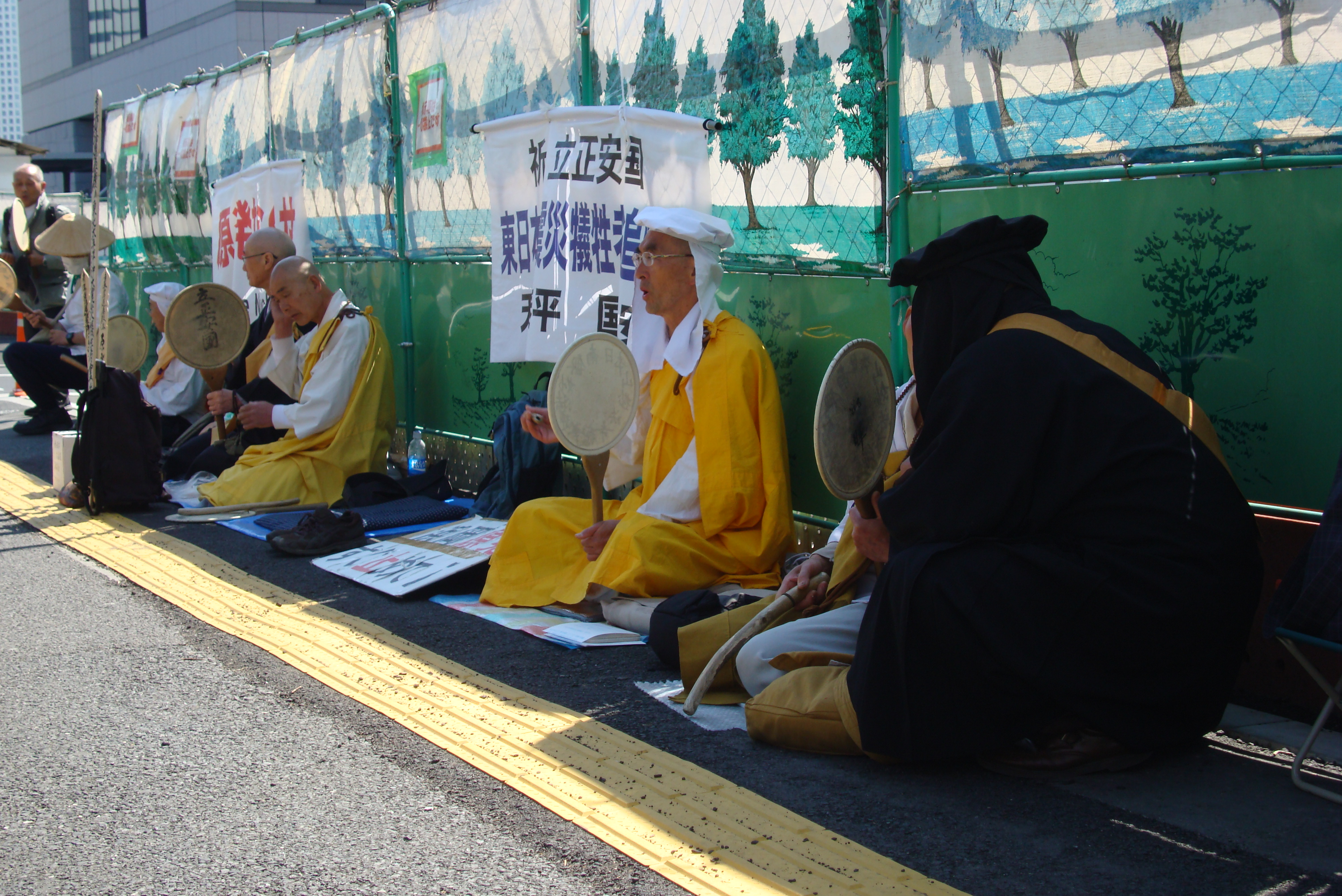
Buddhistische Mönche des Nipponzan-Myōhōji protestieren am 5. April 2011 hinter dem japanischen Parlament gegen Atomkraft.

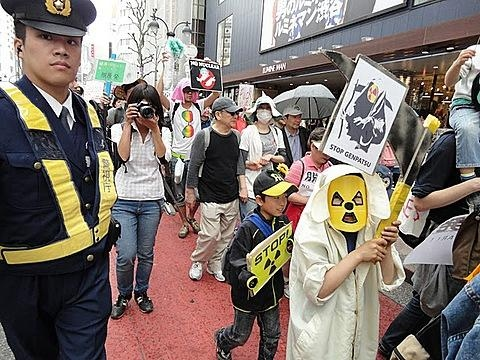
Anti-Atomkraft-Demonstration am 16. April 2011 in Tokio

Premierminister Naoto Kan veranlasste eine Überprüfung der laufenden Planungen für den Bau von 14 weiteren Kernkraftwerken. Verschiedene Kraftwerksbetreiber froren daher ihre Pläne für den Bau neuer Reaktoren ein. Außerdem plädierte Kan für eine Ausgliederung der japanischen Atomaufsichtsbehörde NISA aus dem Wirtschaftsministerium, das die Nutzung der Kernenergie in Japan aktiv gefördert hatte.
Die Nuklearkatastrophe bewirkte einen grundlegenden Wandel in der Einstellung der japanischen Bevölkerung zur Atomenergie. Vom 27. bis zum 31. März kam es erstmals zu nennenswerten Demonstrationen; etwa 100 bis 1000 Atomkraftgegner versammelten sich vor dem Tepco-Hauptquartier in Tokio. Am 10. April demonstrierten in Tokio 17.500 Menschen gegen Atomkraftwerke; es folgten weitere Kundgebungen. Die Zustimmung zur zivilen Nutzung der Kernenergie ging nach einer Umfrage der Gallup International Organisation in den ersten Unfallwochen von 62 auf 39 Prozent der Japaner zurück, während der Anteil der Kernkraftgegner von 28 auf 47 Prozent zunahm. Dieser Meinungsumschwung war größer als in allen anderen von Gallup untersuchten Ländern.
Im Mai ließ die Regierung das Kernkraftwerk Hamaoka abschalten, weil es nicht hinreichend gegen Erdbebenfolgen geschützt sei, und brachte eine stärkere Nutzung erneuerbarer Energien statt des bisher geplanten, weiteren Ausbaus der Kernenergie ins Gespräch.
Die Wiederinbetriebnahme der nach dem Erdbeben abgeschalteten Kraftwerke verzögerte sich wegen Vorbehalten der Bevölkerung, vertreten durch die örtlichen Behörden. Zwar lag die Entscheidung hierüber letztendlich beim Wirtschaftsministerium, aber traditionell wird den Präfekturen und Gemeinden ein Mitspracherecht eingeräumt. Ein Versuch von 400 Tepco-Aktionären, die drei Kraftwerke des Unternehmens (Fukushima Daiichi, Fukushima Daini und Kashiwazaki-Kariwa) per Hauptversammlungsbeschluss stillzulegen, scheiterte.
Im Juni/Juli ereignete sich ein Skandal um das Kernkraftwerk Genkai, das als erstes wieder in Betrieb gehen sollte. Öffentliche Debatten zu diesem Thema wurden von der Betreibergesellschaft Kyūshū Denryoku in großem Stil manipuliert. Dieses und weitere Kraftwerke blieben daraufhin abgeschaltet. Auch die Kernkraftwerksbetreiber Chūbu Denryoku und Shikoku Denryoku gerieten in Manipulationsverdacht, ebenso die Atomaufsichtsbehörde NISA, deren Direktor kurzfristig entlassen wurde.
Die Regierung entschied, die NISA im April 2012 aus dem Wirtschaftsministerium auszugliedern und zusammen mit den Mitarbeitern der Nuclear Safety Commission of Japan dem Umweltministerium anzugliedern. Kritiker bezweifelten die Kompetenz des Umweltministeriums bei Kernenergiefragen und wiesen darauf hin, dass die von der IAEO seit Jahren geforderte Unabhängigkeit der Atomaufsicht von der Regierung damit nach wie vor nicht gewährleistet sei. Zum 19. September 2012 wurden dieses Vorhaben umgesetzt und beide Organisationen durch die Nuclear Regulation Authority ersetzt.
Am 14. September 2012 beschloss die japanische Regierung auf einem Ministertreffen in Tokio einen schrittweisen Ausstieg aus der Atomenergie bis in die 2030er Jahre, spätestens aber bis 2040. Die Regierung teilte mit, man wolle „alle möglichen Maßnahmen“ ergreifen, um dieses Ziel zu erreichen. Wenige Tage später schränkte die Regierung den geplanten Atomausstieg wieder ein, nachdem die Industrie gedrängt hatte, die Pläne zu überdenken. Angeführte Argumente waren, dass ein Atomausstieg die Wirtschaft belasten und es aufgrund des Imports von Öl, Kohle und Gas zu hohen Mehrkosten kommen würde. Daraufhin billigte die Regierung die Energiewende, ließ aber den Zeitpunkt für die Stilllegung der Kernkraftwerke offen.
Im Dezember 2012 kam es nach der Shūgiin-Wahl 2012 zu einem Regierungswechsel: Der ehemalige Premierminister Shinzō Abe wurde erneut Premierminister. Er gilt als Atomkraft-Befürworter.
2015 gingen erstmals wieder zwei Reaktoren ans Netz, sie befinden sich im Südwesten Japans. Bis Mitte Juni 2017 waren landesweit wieder insgesamt fünf Reaktoren am Netz, der letzte davon wurde erst Anfang des Monats im Kernkraftwerk Takahama wieder hochgefahren. Zusätzlich hat ein Gericht Mitte Juni 2017 die Wiederinbetriebnahme von zwei Reaktoren im Kernkraftwerk Genkai genehmigt, entgegen dem Widerstand der Anrainer und deren Vorwurf an den Kraftwerksbetreiber von unzureichendem Schutz der Anlage vor Naturkatastrophen.

#### Europäische Union
Am 25. März 2011 beschloss die Europäische Union, allen Atomkraftwerksbetreibern ihrer 27 Mitgliedsstaaten freiwillige Tests nach einheitlichen, noch zu vereinbarenden Kriterien vorzuschlagen. Unabhängige Experten sollten bis Ende 2011 Risiken wie Naturkatastrophen, von Menschen verursachte Unfälle wie Flugzeugabstürze und Terrorangriffe prüfen. Nach wochenlangem Streit einigten sich die Atomaufsichtsbehörden der Mitgliedsstaaten auf Kriterien für eine verbindliche, „Stresstest“ genannte Überprüfung, die am 1. Juni 2011 begann und Ende April 2012 abgeschlossen sein sollte. Risiken aus Terrorangriffen waren darin nicht enthalten.
Am 4. Oktober 2012 stellte der damalige EU-Energiekommissar Günther Oettinger das Ergebnis des Stresstests vor. Insgesamt sei die Situation „zufriedenstellend“. Kein Kernkraftwerk in der EU müsse aus technischer Sicht abgeschaltet werden. Dennoch bestünden vielfach erhebliche Mängel und großer Verbesserungsbedarf. Deutsche Kernkraftwerke schnitten vergleichsweise gut ab, bei den norddeutschen Anlagen wurden jedoch fehlende Erdbebenwarnsysteme bemängelt.
Die Nachrüstungskosten der EU-weit 134 untersuchten Kraftwerke wurden auf bis zu 25 Milliarden Euro geschätzt. Die meisten Beanstandungen gab es in Frankreich. Nach einem Bericht des Le Figaro, zitiert in der Zeitung Die Presse, erfüllt keines der 58 Kernkraftwerke Frankreichs die Sicherheitsstandards der Internationalen Atomenergiebehörde (IAEA).

#### Deutschland

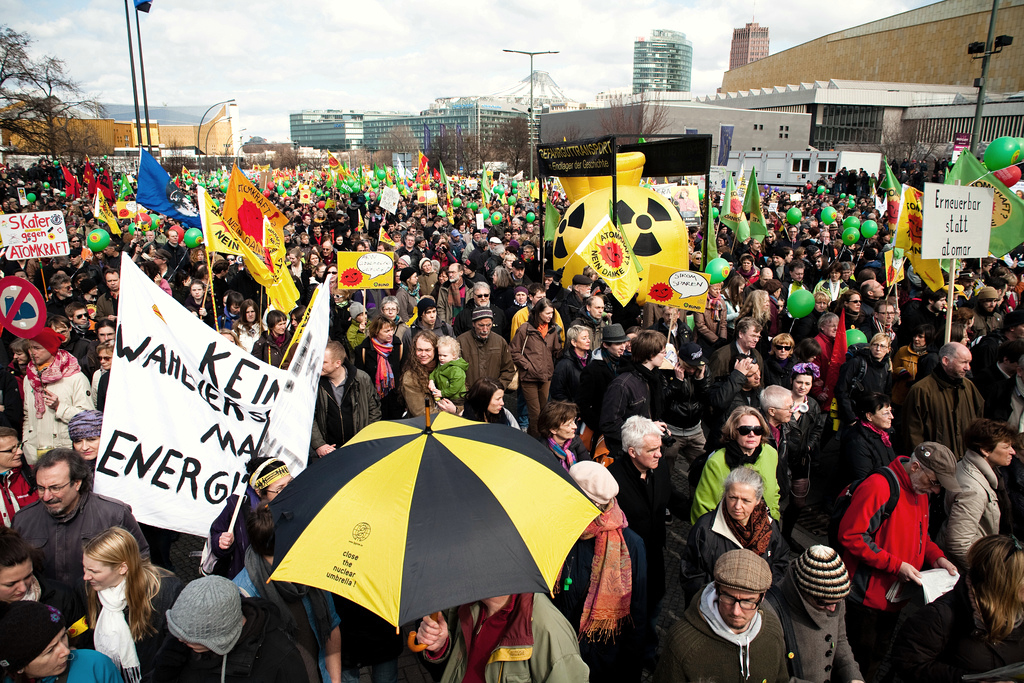
Anti-Atomkraft-Demonstration am 26. März 2011 in Berlin

In Deutschland beschloss die Regierung unter Kanzlerin Angela Merkel noch im Jahr 2010 eine Laufzeitverlängerung deutscher Kernkraftwerke. Am 14. März 2011 – wenige Tage nach dem Beginn der Nuklearkatastrophe von Fukushima – gab Bundeskanzlerin Merkel bekannt, dass alle 17 deutschen Kernkraftwerke für drei Monate einer Sicherheitsprüfung unterzogen werden sollen (Atom-Moratorium). Die dafür verantwortliche Reaktorsicherheitskommission (RSK) veröffentlichte am 16. Mai 2011 eine Stellungnahme, in der sie feststellte, dass deutsche Kernkraftwerke im Vergleich zum Kernkraftwerk in Fukushima besser auf Ereignisse wie Stromausfall und Hochwasser vorbereitet waren. Hinweise auf eine Notwendigkeit zur unverzüglichen Abschaltung deutscher Kernkraftwerke ergaben sich nach Einschätzung der RSK nicht.
Nach einer Umfrage von Gallup International am 29. März 2011 ging der Anteil der Kernkraftbefürworter in Deutschland von 34 auf 26 Prozent zurück, während der Anteil der Kernkraftgegner von 64 auf 72 Prozent anstieg.
Am 30. Juni 2011 beschlossen Bundestag und Bundesrat mit deutlicher Mehrheit, dass die sieben ältesten deutschen Kernkraftwerke und das Kernkraftwerk Krümmel sofort stillzulegen sind, und dass alle übrigen deutschen Kernkraftwerke bis 2022 stillgelegt werden sollten. Am 15. April 2023 um 23:59 Uhr wurde mit Neckarwestheim 2 das letzte deutsche Kernkraftwerk auf Dauer abgeschaltet und die Kernenergieproduktion in Deutschland beendet.

#### Weitere Staaten
Einige Staaten wie Indien, Pakistan, Russland und Spanien kündigten eine Prüfung ihrer laufenden Kernkraftwerke an. Venezuelas Präsident Hugo Chávez und Israels Ministerpräsident Benjamin Netanjahu erklärten, sie wollten Pläne für das jeweils erste Kernkraftwerk in ihren Ländern stoppen. Die Volksrepublik China fror die Genehmigungen für alle neuen Kernkraftwerke ein.
Die Schweiz veranlasste eine sofortige Überprüfung aller Kernkraftwerke und plante anschließend eine Laufzeitbeschränkung auf 50 Jahre und damit einen vollständigen Ausstieg bis 2034.
Frankreich (Präsident Sarkozy Kabinett Fillon III), Indonesien, die Niederlande (Kabinett Rutte I),
die Türkei (Kabinett Erdoğan II),
Vietnam und Belarus erklärten, an ihren Plänen für neue Kernkraftwerke festzuhalten.
US-Präsident Barack Obama veranlasste eine Sicherheitsprüfung aller US-Atomkraftwerke. Die Überprüfung ergab, dass die Sicherheitsvorkehrungen gegen schwere Unfälle bei manchen Kraftwerken nicht ausreichend sind.
Italiens Regierung (Kabinett Berlusconi IV, Mai 2008 bis November 2011) setzte einen geplanten Wiedereinstieg in die Kernenergie zunächst für ein Jahr aus. Eine Volksabstimmung im Juni 2011 bestätigte mit großer Mehrheit den Ausstieg.
Die politischen Diskussionen setzten sich weiter fort. In Frankreich nahm die Zustimmung zur Kernenergie langsam ab und wandelte sich bis Juni 2011 in einen langfristigen Ausstiegswunsch bei einer Mehrheit der Bevölkerung.

## Tepcos Analyse, Haftung und Finanzierung

### Tepcos Analyse
Tepcos interne Untersuchungskommission unter Leitung des Firmenpräsidenten Naomi Hirose gestand in einem am 12. Oktober 2012 veröffentlichten Bericht ein, dass die Firma es unterlassen habe, entschiedenere Maßnahmen zur Vermeidung von Katastrophen wie der von Fukushima zu ergreifen, da befürchtet wurde, dass dies indirekt zu (1) Protesten bzw. gerichtlichen Klagen führen, (2) Anti-Atomkraft-Einstellungen in der Bevölkerung Vorschub leisten und (3) negativen Einfluss auf den Kraftwerksbetrieb haben könnte.
In dem Kommissionsreport bestätigt Tepco, dass man die Folgen des Unglücks hätte mindern können, wenn die Energieversorgungs- und Kühlsysteme der Anlage den internationalen Standards entsprechend redundanter ausgelegt worden wären.
Darüber hinaus gesteht der Bericht zu, dass Tepco es nicht hätte zulassen dürfen, dass die Notfallübungen lediglich als obligatorische Formalität absolviert wurden statt als praktische Übungen zum Krisenmanagement.
Tepco schreibt weiter: „Es gab Befürchtungen dass – wären weitere Maßnahmen gegen ernste Unfälle ergriffen worden – sich in den Gastgeber-Gemeinden (der Reaktoren) Sorgen über Sicherheitsprobleme der gegenwärtigen Kraftwerke breit machen würden.“
Es wird berichtet, dass bereits 2002 Maßnahmen gegen schwere Unglücke ergriffen wurden, die den Druckablass im Notfall sowie die Verknüpfung der Energieversorgungssysteme untereinander betrafen, dass aber weitergehende Maßnahmen nie umgesetzt wurden, da diese zur „Verunsicherung der Öffentlichkeit führen und die Anti-Atomkraft-Bewegung stärken könnten“.

### Kosten und Haftung
Die Gesamtkosten des Fukushima-Unfalls umfassen die Ausgaben für die Stilllegung der Fukushima-Reaktoren, die Behandlung und Entsorgung kontaminierten Wassers, die endgültige Entsorgung von radioaktivem Abfall und Entschädigungen für die Unfallopfer. Die erste Schätzung wurde 2011 von einem Ausschuss von Tepco erstellt und belief sich auf 5,7 Billionen Yen, ohne Berücksichtigung von Dekontaminationskosten oder Abfallentsorgung. 2014 wurde eine zweite Schätzung von 11,6 Billionen Yen veröffentlicht, gefolgt von einer dritten Schätzung von 22 Billionen Yen im Jahr 2016 durch einen Regierungsausschuss.
Das Japan Center for Economic Research (JCER) erstellte 2017 eine unabhängige Schätzung, die die Gesamtkosten auf 50-70 Billionen Yen schätzte. Eine 2019 aktualisierte Analyse des JCER ergab Kosten von 30-80 Billionen Yen basierend auf anderen Annahmen.
Nach dem japanischen Atomhaftungsgesetz trifft die Betreiber von Atomkraftwerken verschuldensunabhängig eine Gefährdungshaftung für nukleare Schäden, sofern diese nicht durch eine außergewöhnlich schwerwiegende Naturkatastrophe oder einen Aufstand verursacht wurden. Regierungssprecher Edano sagte, die Anwendung der Naturkatastrophen-Ausnahme sei unter den gegebenen gesellschaftlichen Umständen unmöglich.
Der Reaktorbetrieb ist nur erlaubt, wenn der Betreiber sowohl einen privaten Haftpflichtversicherungsvertrag als auch eine Freistellungsvereinbarung mit dem Staat für durch die Versicherung nicht abgedeckte Schäden abschließt. Hierbei ist eine Deckungssumme von 120 Milliarden Yen (damals umgerechnet rund eine Milliarde Euro) je Installation vorgeschrieben. Die private Versicherung des japanischen Atompools (Japan Atomic Energy Insurance Pool) deckt keine durch Erdbeben verursachten Schäden ab. Überschreitet ein Schaden die Deckungssumme, kann der Staat den Betreiber auf Beschluss des japanischen Parlaments bei der Erfüllung der Schadensersatzforderungen unterstützen.
Für die Geschädigten sind Schäden aus radioaktiven Kontaminationen nicht durch Versicherungen abgedeckt. Die großen Rückversicherer Swiss Re und Münchener Rück erwarteten keine nennenswerte Belastung der Versicherungswirtschaft aus den Nuklearunfällen (Stand Mai 2011).
Mitte April 2011 wurde Tepco vom Gesetzgeber dazu verpflichtet, sowohl die aus der Umgebung des Kraftwerks evakuierten Menschen als auch jene, die ihre Häuser nicht verlassen sollten, vorläufig finanziell zu entschädigen. Für jeden Mehrpersonenhaushalt zahlte Tepco eine Million Yen – dies entsprach zum damaligen Zeitpunkt ungefähr 8.300 € – und für jeden Singlehaushalt 750.000 Yen, entsprechend 6.250 €. 50.000 Haushalte erhielten insgesamt rund 50 Milliarden Yen (415 Mio. €). Inzwischen ist die Summe für die Entschädigung von privaten Haushalten auf ca. 7,7 Billionen Yen (≈ 60 Milliarden €) angestiegen. (Stand Januar 2018) Wenig später bestätigte eine Regierungskommission, dass Tepco die wirtschaftlichen Verluste aus Verboten und freiwilligen Einschränkungen des Verkaufs von landwirtschaftlichen und Fischereiprodukten zu tragen habe. Tepco könne sich nicht auf die Haftungsausschlussklausel bei Naturkatastrophen berufen, weil dem Unternehmen der unzureichende Schutz der Anlage gegen Tsunamis bekannt gewesen sei. Die Gesamtentschädigungen für die Landwirtschaft wurden im Dezember 2011 mit umgerechnet rund 1 Mrd. Euro beziffert. Der Großteil davon war zu diesem Zeitpunkt bereits ausgezahlt.

### Finanzierung

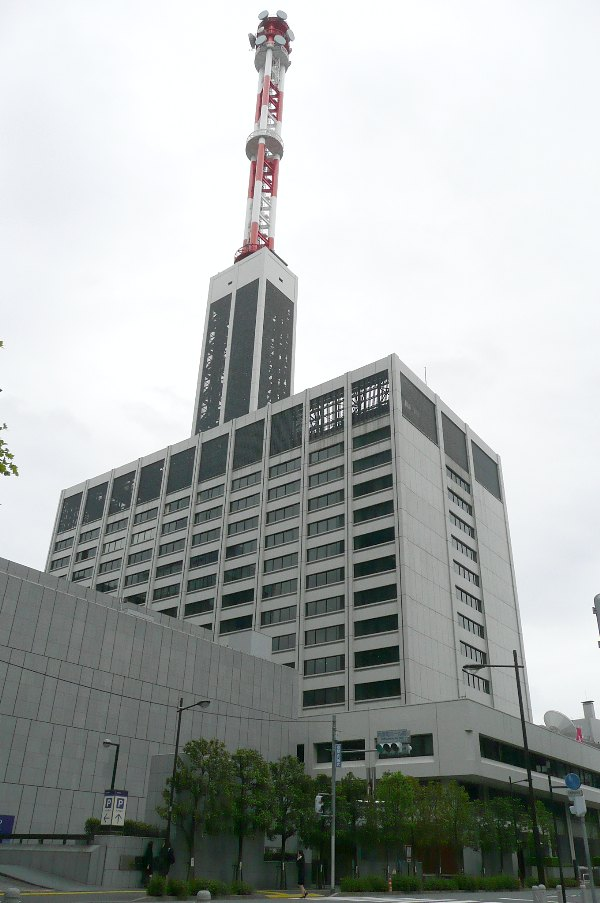
Die Tepco-Firmenzentrale in Chiyoda, Tokio

Durch die Unfallfolgekosten und den Ausfall weiterer Kraftwerke nach dem Erdbeben geriet Tepco in finanzielle Schwierigkeiten und ersuchte um den 23. März sieben japanische Großbanken um Kredite in Höhe von umgerechnet 17 Milliarden Euro, mit denen die Schäden aus der Reaktorkatastrophe bezahlt werden sollen. Zuvor hatten die Ratingagenturen Moody’s sowie Standard & Poor’s die Kreditwürdigkeit von Tepco herabgestuft. Die Banken stellten die gewünschten Kredite innerhalb von drei Wochen zur Verfügung.
Die japanische Regierung erwog eine Aufspaltung des Unternehmens. Das Kraftwerk Fukushima I würde demnach aus dem Konzern herausgetrennt und verstaatlicht. Damit käme der japanische Staat auch für die Entschädigungszahlungen infolge der Katastrophe auf. Unabhängig davon sagte die Regierung zu, das Unternehmen zu unterstützen, falls es die Kosten der Nuklearkatastrophe nicht alleine tragen könne. Am 10. Mai kam Tepco auf dieses Angebot zurück und bat den Staat offiziell um finanzielle Unterstützung.
Die Regierung richtete im September mit einem eigenen Gesetz, einer „Lex Tepco“, einen Unterstützungsfonds mit der Bezeichnung Nuclear Damage Compensation Facilitation Corporation (Fördergesellschaft für die Kompensation von Nuklearschäden) ein, der sich hauptsächlich über vom Staat garantierte Anleihen finanziert, zunächst mit einem Volumen von umgerechnet bis zu 18 Milliarden Euro. Weitere Beiträge leisten neun der zehn regionalen japanischen Stromversorger und andere Unternehmen der Nuklearindustrie. Der Fonds stellt dem Kraftwerksbetreiber bei Bedarf Geld für die Finanzierung von Entschädigungszahlungen zur Verfügung, das in Raten wieder zurückgezahlt werden muss.
Im Jahresabschluss des Geschäftsjahres 2010/11 (zum 31. März 2011) verbuchte Tepco Aufwand und Rückstellungen von 884 Milliarden Yen (umgerechnet 7,5 Milliarden Euro) für bis dahin angefallene und weitere erwartete Kosten der Nuklearunfälle. Davon entfielen 426 Mrd. Yen auf die Stabilisierungs- und Sicherungsmaßnahmen im Kraftwerk, 207 Mrd. Yen auf den geplanten Abbruch der Reaktorblöcke 1 bis 4, 212 Mrd. Yen auf die laufenden Betriebskosten der abgeschalteten Blöcke 5 und 6 und 39 Mrd. Yen auf die Aufgabe der geplanten Blöcke 7 und 8. Die Reparaturkosten für andere, vom Erdbeben und Tsunami beschädigte Anlagen bezifferte Tepco auf 133 Mrd. Yen. Nach Vermeldung der Zahlen gaben Präsident Shimizu Masataka und drei weitere Direktoren ihren Rücktritt zur Hauptversammlung am 28. Juni 2011 bekannt. Weitere 1076 Mrd. Yen (rund 10 Mrd. €) kamen im ersten Geschäftshalbjahr 2011/12 hinzu, davon der Großteil für Entschädigungsaufwand.

## Prozesse
Die Staatsanwaltschaft entschied zweimal gegen eine Anklage von Tepco-Managern.
Bürger und Protestgruppen drängten vehement darauf, gegen Tepco-Manager einen Prozess zu führen. Erst nachdem in einem sehr selten angewandten Verfahren zwei Bürger-Jurys für die Anklage votierten, wurden 2016 drei Tepco-Manager angeklagt: Tsunehisa Katsumata (77), der frühere Tepco-Vorstandsvorsitzende, sowie die beiden ehemaligen Vizepräsidenten Sakae Muto (66) und Ichiro Takekuro (71 Jahre).
Im Juni 2017 begann dieser Prozess. Es ist das erste strafrechtliche Verfahren in Japan zur Aufarbeitung der Atomkatastrophe. Den Angeklagten wird vorgeworfen, ihre dienstlichen Pflichten vernachlässigt zu haben. Die Anklage lastet ihnen unter anderem den Tod von 44 Menschen an, darunter Patienten, die aus der Nähe des Kernkraftwerks evakuiert wurden und dabei starben.
Im März 2018 stellte ein Gericht in Kyoto eine Mitschuld der japanischen Regierung und des Betreiberkonzerns Tepco an der Katastrophe von Fukushima fest. Staat und Unternehmen wurden zu Entschädigungszahlungen in Höhe von umgerechnet 835.000 Euro verurteilt. Die Regierung sei bis zu einem gewissen Grad in der Lage gewesen, das Risiko eines Tsunamis vorherzusehen. Der Staat habe es aber versäumt, Tepco zu Schutzmaßnahmen aufzufordern.
Im September 2019 wurden alle drei Tepco-Manager, Vorstandsvorsitzender Tsunehisa Katsumata und die Vizepräsidenten Sakae Muto und Ichiro Takekuro, in einem Strafprozess freigesprochen, da der Tsunami nicht vorhersehbar gewesen sei, so das Gericht. Mehr als 5700 Bürger Bewohner der Unglücksprovinz Fukushima hatten geklagt.
Im Juli 2022 wurden Tepco-Manager verurteilt, ihren Aktionären rund 13 Billionen Yen (ca. 94 Milliarden Euro) Schadensersatz zu zahlen, weil der Tsunami vorhersehbar gewesen sei und ihnen an Sicherheitsbewusstsein und Verantwortungsgefühl gemangelt habe. 2008 hatte bereits ein Expertenteam von Tepco geschätzt, dass nach der Langzeit-Erdbeben-Beurteilung der Regierung von 2002 ein Tsunami von bis zu 15,7 Meter Höhe das Kraftwerk treffen könnte. Die Unternehmensführung reagierte darauf jedoch nicht mit Schutzmaßnahmen. Von den fünf Angeklagten, dem Vorstandsvorsitzenden Tsunehisa Katsumata, den Vizepräsidenten Sakae Muto und Ichiro Takekuro, dem Präsidenten Masataka Shimizu und dem Geschäftsführer Akio Komori, befand das Gericht alle außer Komori für schadenersatzpflichtig. Erörtert wurde, ob die Unternehmensleitung einen durch Tsunami ausgelösten Atomunfall hätte vorhersehen können – ein ähnliches Argument, für das drei der Angeklagten bereits 2019 vor Gericht standen, damals erhielten sie einen Freispruch.

## Rezeption

### Berichterstattung und Falschdarstellung
Deutsche und japanische Medien berichteten sehr unterschiedlich über die Dreifachkatastrophe (Erdbeben, Tsunami, AKW-Unglück). Deutsche Medien hoben die nukleare Katastrophe im Vergleich zu Medien anderer Länder besonders ausführlich und mit einer kritischen Perspektive hervor. Japanische Medien konzentrierten sich dagegen zunächst hauptsächlich auf die Auswirkungen der Naturkatastrophe. Deutsche Berichterstattung wurde oft wegen Sensationalismus und Panikmache kritisiert, während japanischen Journalisten vorgeworfen wurde, zu unkritisch zu sein und die nukleare Katastrophe absichtlich herunterzuspielen.
Reporter ohne Grenzen forderte die japanischen Behörden wiederholt auf, eine uneingeschränkte Berichterstattung zu ermöglichen. Seit dem Unglück im Jahr 2011 gebe es Berichte über Zensurversuche und Druck auf Medien, die über Fukushima berichten wollen. Demnach kritisierten viele japanische Journalisten Selbstzensur in den Medien und berichteten von Druck seitens Regierung und Atomlobby, um Informationen zu verhindern, die ein negatives Image von Japan vermitteln könnten. Ein UN-Bericht aus dem Jahr 2017 kam zu dem Schluss, dass die Unabhängigkeit der Medien und der Zugang zu Informationen in Japan gefährdet seien, einschließlich der Berichterstattung über Fukushima.
Der Medienkritiker Stefan Niggemeier bemängelte, dass deutsche Medien über Jahre hinweg die vielen Tausend Todesopfer des Erdbebens und Tsunamis der Reaktorkatastrophe zuschrieben, die selbst nur zu sehr wenigen unmittelbaren Opfern geführt habe. Unter anderem NDR und MDR, die Tagesschau die Süddeutsche Zeitung und die Augsburger Allgemeine berichteten zum Teil wiederholt von über 18.000 Todesopfern im Zusammenhang mit dem Reaktorunglück. In anderen Medien wurden die Opfer von Tsunami und Reaktorkatastrophe missverständlich zusammengefasst. Die Deutsche Presse-Agentur (dpa) behauptete noch 2016, es sei 2011 in Fukushima zu „verheerenden Kernschmelzen gekommen, die insgesamt fast 19.000 Todesopfer forderten“, was nach einer Dreiviertelstunde korrigiert wurde. Auch in der Berichterstattung unmittelbar nach dem Unglück habe „die eskalierende Situation im Atomkraftwerk tagelang die Schlagzeilen“ dominiert, „während die Verwüstungen, die die Flut sonst an der Küste anrichtete, vergleichsweise wenig Raum einnahmen“. Die Katastrophe von 2011 scheint laut Niggemeier „in der kollektiven deutschen Erinnerung […] vor allem als Atomkatastrophe in Erinnerung geblieben zu sein“.

### In der Populärkultur
Einer der Arbeiter auf dem Gelände des zerstörten Atomkraftwerks war der japanische Mangaka Kazuto Tatsuta. Er schildert zum Selbstschutz vor seinem Arbeitgeber unter diesem Pseudonym seine Erlebnisse in dem dreibändigen Manga Reaktor 1F – Ein Bericht aus Fukushima. Dabei wurden auch bis zur Veröffentlichung weitgehend unbekannte Informationen aus dem Inneren des zum großen Teil unzugänglichen Geländes sowie der zerstörten Gebäude dargestellt. Die deutschen Ausgaben des Mangas erschienen beim Carlsen Verlag.
Im 2015 erschienenen Album Werwolf-Attacke – Monsterball ist überall der Musikgruppe EAV wird das 1987 in Reaktion auf die Nuklearkatastrophe von Tschernobyl erschienene Lied Burli mit dem Stück Mrs. Fuckushima fortgeschrieben.
Der im Jahr 2016 erschienene deutsche Spielfilm Grüße aus Fukushima befasst sich mit dem Umgang von Betroffenen mit deren Verlust von Heimat und Besitz.
Am 11. März 2021 erschien die Verfilmung Fukushima von Setsurô Wakamatsu, sie beschreibt die Arbeit der am Reaktor verbliebenen Menschen. Am 11. August 2022 erschien das Graphic Novel Fukushima: Die Chronik einer Katastrophe von Bertrand Galic und Roger Vidal.
Am 1. Juni 2023 begann Netflix mit der Ausstrahlung der achtteiligen Fernsehserie The Days, in der neben der Darstellung der am Unglücksort verbliebenen Mitarbeitern auch die Entscheidungen der Regierung und die öffentliche Wahrnehmung, ferner die außenpolitischen Auswirkungen, thematisiert werden.
2024 erschien mit ein Naoto – Wächter von Fukushima ein weiteres Graphic Novel von Ewen Blain und Fabien Grolleau, das insbesondere Naoto Matsumura und seine Tätigkeiten um das Unglück portraitiert. Bea Davies veröffentlichte im März 2025 das Graphic Novel Super-GAU, das die Katastrophe und seine internationale Wirkung mit Szenensprüngen nach Berlin-Kreuzberg schildert.

## Informationsquellen
Der Großteil der verfügbaren Informationen über die Vorgänge auf dem Kraftwerksgelände stammt direkt oder indirekt von der Betreibergesellschaft Tokyo Electric Power Company (Tepco). Veröffentlicht wurden sie teils direkt von Tepco im Internet und auf Pressekonferenzen, teils über regelmäßige Berichte, beziehungsweise Pressekonferenzen der japanischen Atomaufsichtsbehörde (NISA), des übergeordneten Wirtschaftsministeriums (METI) und des Regierungssprechers. Die japanische Regierung war am Krisenstab in der Tepco-Firmenzentrale beteiligt. Die NISA war mit eigenen Experten vor Ort, die jedoch keine Messungen vornahmen, sondern nur die Angaben des Betreibers auf Plausibilität prüften.
Das Japanische Atomindustrie-Forum (JAIF) veröffentlichte auf seiner Website mehrfach täglich Statusberichte zur Lage im Kraftwerk und zu weiteren Vorgängen im Zusammenhang mit den Unfällen.
Zu den wenigen von Tepco unabhängigen, öffentlich verfügbaren Informationen vom Kraftwerksgelände gehören Aufnahmen und Messungen, die von außerhalb gemacht wurden; zum Beispiel Luftaufnahmen und Satellitenbilder, sonstige Foto- und Videoaufnahmen und Strahlungsmessdaten unbemannter US-amerikanischer Aufklärungsflugzeuge. Hinzu kommen Berichte von Mitarbeitern des Kraftwerks.
Aus der weiteren Umgebung in Japan sind Messwerte von verschiedenen Quellen verfügbar, zum Beispiel von staatlichen Stellen wie dem japanischen Kultus- und Technologieministerium (MEXT), dem Gesundheitsministerium (MHLW) und dem nach Ausrufung des nuklearen Notstands eingerichteten Katastrophenschutzkommando, von regionalen Behörden und Organisationen, von Privatpersonen und von internationalen Beobachtern. Die deutsche Gesellschaft für Anlagen- und Reaktorsicherheit (GRS) sammelt und bewertet im Auftrag des Bundesumweltministeriums Informationen zu den Unfällen und stützt sich dabei auf die oben genannten Quellen. Sie analysiert Daten, erstellt Lageberichte und arbeitet an verschiedenen Projekten zur Untersuchung des Unfallgeschehens und führt Simulationsrechnungen durch. Die Organisation beteiligt sich auch an einem internationalen Forschungsvorhaben zur Simulation der Kernschäden in den Reaktoren 1 bis 3. Der aktuelle Bericht in der fünften Auflage bietet einen Überblick über den Stand bis Anfang 2016, insbesondere zu radiologischen Folgen und Maßnahmen zur Bewältigung der Unfallfolgen vor Ort. Auch die Internationale Atomenergie-Organisation (IAEO) und viele weitere Fachorganisationen und -publikationen werten die Daten Japans aus und berichten regelmäßig darüber.
Weltweit veröffentlichten Organisationen wie die IAEO, die Organisation des Vertrags über das umfassende Verbot von Nuklearversuchen (CTBTO) und die Environmental Protection Agency Daten ihrer empfindlichen Messstellen zur Verbreitung der radioaktiven Partikel aus Fukushima. Auch die Umweltschutzorganisation Greenpeace führte kurz nach dem Unfall Messungen in den kontaminierten Gebieten durch. Sie misst auch weiterhin regelmäßig und veröffentlicht Reports über die Strahlensituation vor Ort.
Tepco, die japanische Regierung, die IAEO und eine von der Regierung Kan eingesetzte Expertenkommission veröffentlichten erste, ausführliche Untersuchungsberichte.